# Železniční trať Brno – Česká Třebová
Železniční trať Brno – Česká Třebová (v jízdním řádu pro cestující součást tratě 260) je součást prvního železničního koridoru.

## Historie
Při projektování dráhy byly uvažovány dvě trasy, jedna vedoucí Boskovickou brázdou přes Boskovice, druhá údolím Svitavy, která byla realizována. Výstavba tratě začala v roce 1843 u Obřan nedaleko Brna. Na úseku mezi Brnem a Blanskem bylo kvůli nesnadnému terénu nutno vystavět 10 Blanenských tunelů, z nichž dva byly po roce 1970 sneseny. Stavba dvacet jedna kilometrů dlouhého, technicky náročného úseku mezi Maloměřicemi a Blanskem byla svěřena firmě italského podnikatele Felice Tallachiniho, který na stavbě zaměstnal italské dělníky a tuneláře.
Původní, jednokolejná, trať byla oficiálně uvedena do provozu 1. ledna 1849, zdvoukolejnění proběhlo do roku 1869. V roce 1861 byl na trať instalován Morseův telegraf a o rok později začala trať sloužit rychlíkové dopravě.
Po vzniku Československé republiky v roce 1918 se trať Brno – Česká Třebová stala součástí spojení Praha – Česká Třebová – Brno – Břeclav – Bratislava. Na trati byla nadále provozována doprava nákladní a rostl podíl dopravy osobní, a to i rychlíkové.
V roce 1966 byly elektrizovány dva úseky tratě – v Brně z hlavního nádraží k odbočce Židenice (tento úsek je společný s tratí do Havlíčkova Brodu, která byla v té době elektrizována), a také úsek z České Třebové do Opatova, pokračující dále elektrizovanou kolejí č. 1 k vrcholovému bodu trati, nacházejícímu se mezi zastávkou Opatovec a stanicí Svitavy.
V letech 1992–1998 byla trať zrekonstruována a napojena na první železniční koridor vedoucí z Děčína přes Prahu do Břeclavi. Trať byla v plné délce elektrizována. Jižně od železniční stanice Svitavy se na kilometru 18,1 nachází přechod stejnosměrné a střídavé napájecí soustavy (od Brna 25 kV 50 Hz AC, k České Třebové 3 kV DC). Dne 24. ledna 1999 byl na celé trati mezi Českou Třebovou a Brnem zahájen pravidelný elektrický provoz.
Dne 21. října 2021 zahájila Správa železnic komplexní rekonstrukci koridorové trati mezi Brnem a Blanskem. Tři na sebe navazující stavby zahrnovaly opravu úseků Brno-Maloměřice – Adamov a Adamov–Blansko a modernizaci stanice Adamov, dokončeny mají být v roce 2023. Během rekonstrukce byl od prosince 2021 provoz na trati z Brna do Blanska zcela vyloučen, k ukončení výluky došlo v prosinci 2022. Celkové náklady na stavbu dosáhly částky 7,3 miliardy korun.

## Provoz na trati

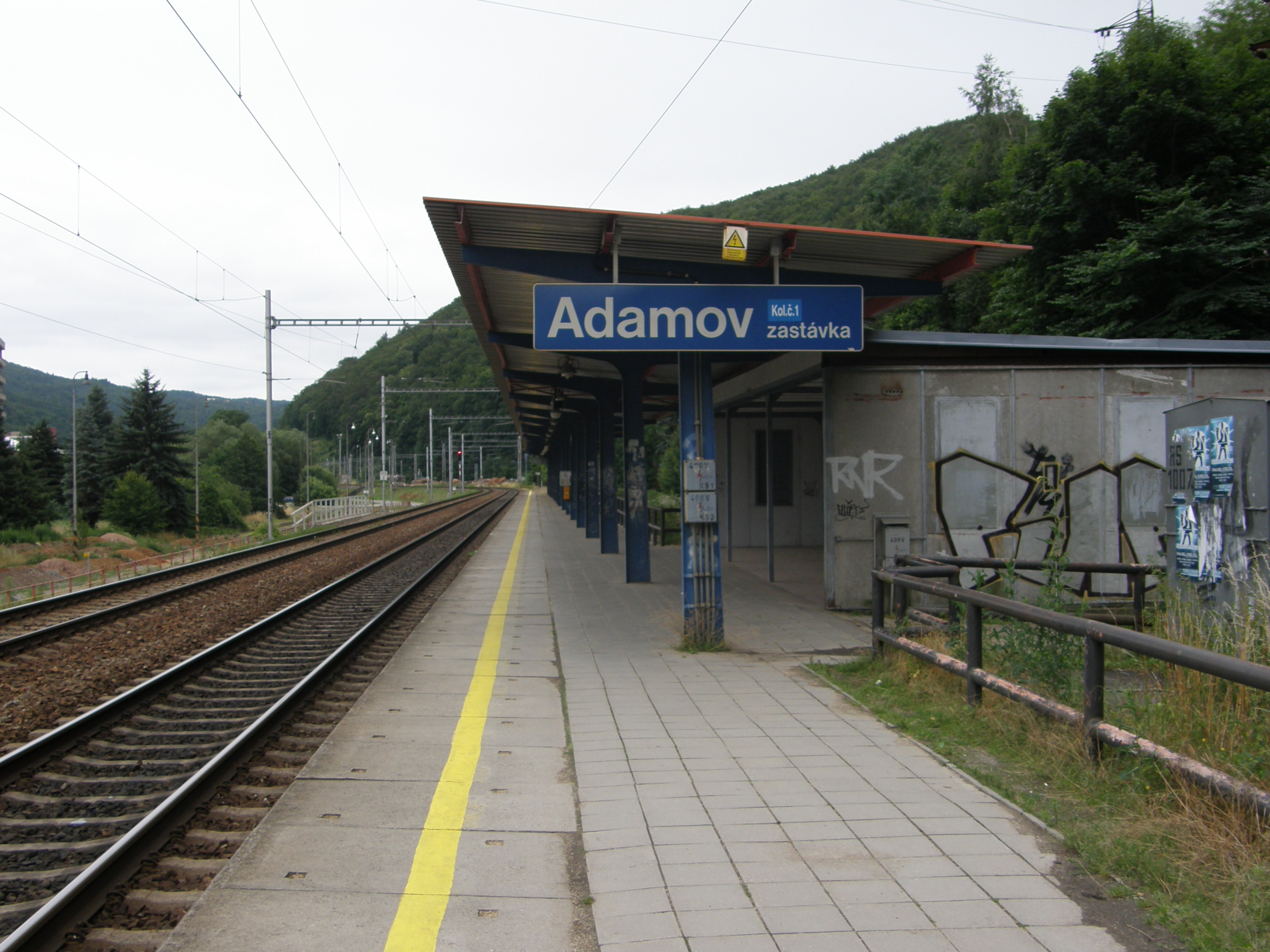
Železniční zastávka Adamov zastávka

V roce 1936 byl na trať nasazen motorový vůz M 290.0 Slovenská strela s maximální rychlostí 130 km/h.[zdroj?]
Od roku 1966 byly na nákladní vlaky nasazovány sovětské dieselové lokomotivy řady 781 Sergej, jejichž provoz na trati byl slavnostně ukončen 21. října 1995. Od roku 1975 byly na osobní vlaky a rychlíky nasazovány lokomotivy řady 753 Brejlovec.[zdroj?]
Po dokončení druhé traťové koleje trati Brno – Havlíčkův Brod v roce 1958 poklesl význam trati Brno – Česká Třebová. Po elektrizaci trati z Brna na Havlíčkův Brod v roce 1966 na ni byla převedena veškerá tranzitní nákladní a rychlíková doprava, včetně známých rychlíků jako Slovenská strela a Hungaria.[zdroj?]
V roce 1999 se na trať vrátil rychlík Brněnský drak, v roce 2000 Hungaria a v roce 2001 Slovenská strela. Dne 20. října 2005 po trati poprvé projela vlaková souprava řady 680 Pendolino, která projížděla do poslední změny grafikonu v prosinci 2011. Od 14. prosince 2008 začaly být některé vlaky vyšší kvality taženy rakouskými lokomotivami Taurus.[zdroj?]

## Traťové úseky

### Brno hlavní nádraží – Brno Židenice
Traťový úsek mezi stanicí Brno hlavní nádraží a odbočkou Brno-Židenice) je dopravně vytížený vnitroměstský souběh (oddíl) tří trati č 250, 260 a 340 Brno – Česká Třebová (drážní technologické členění), které se za odbočkou Brno-Židenice větví a osamostatňují, přičemž trať 340 je vázána v odb. Brno-Židenice úvratí. Traťový úsek slouží jen přepravě osob.[zdroj?] Za odbočkou Brno-Židenice každá ze tří tratí přibírá i provoz nákladní. V systému technologii dopravního provozu ve vnitřní části brněnského uzlu stojí v protilehlém postavení k traťovému úseku Brno-Židenice – Brno dolní nádraží (resp. Brno-Židenice – Brno-Horní Heršpice), který slouží dominantně jen nákladnímu provozu. V jízdních řádech je uváděna jako trať (její krátká část) č. 260.
Je to dvoukolejné drážní těleso v převážné délce tvořené klasickým náspem, třetina délky úseku je někdejší klenebný viadukt. Trať v délce 2174 m (od hradla k hradlu) byla vybudována v prvním profilu v roce 1846 a později rozšířena. Obsahuje 8 mostů z nichž 2 pocházejí (zčásti) z počáteční doby výstavby trati. Směrově jde o trať vedoucí nejprve od jihozápadu k severovýchodu a posléze ve směru jih-sever (s mírným východním úklonem). Geometrie trati sestává vedle přímého úseku ze dvou směrových oblouků – jižního (těsně po výjezdu ze stanice Brno hlavní nádraží) o poloměru 400 a severního (před příjezdem do odbočky Brno-Židenice) o poloměru 600 m. Úsek je součástí prvního železničního koridoru.
Traťový úsek začíná na viaduktu Křenová (přes ulici Nádražní), několik metrů pokračuje ve sledu geometrie brněnské Ringstrasse, kde se nachází severní zhlaví brněnského hlavního nádraží, a počátkem oblouku o poloměru 340 m Okružní třídu opouští. První část oblouku leží na mostě přes ulici Koliště a končí přibližně v křížení přes ulici Vlhkou. Následuje rovný úsek v délce přibližně 750 m. V poloze před pobřežní cestou (prodlouženou Tkalcovskou) na pravém břehu Svitavy jej střídá další plynulý oblouk o poloměru 665 m, který přechází v rovný úsek před vjezdem do odbočky Brno-Židenice. Trať je zde tvořena Pražským viaduktem, zčásti začleněným do náspu. Těsně před křížením s ulicí Vlhká (ve směru na Českou Třebovou) překlenuje původní tok Ponávky (nyní štola) a před ulicí Špitálky také Svitavský náhon a jeho inundační území, pak navazuje klasický drážní násep v patě průřezovou šířku 32 m a v koruně 9,8 m. Svahy náspu nejsou (vyjma 3 mostů) fixovány opěrnými zdmi. Trať křižuje ještě levobřežní ulici Pastrnkovu, Šámalovu a Bubeníčkovu.
Provoz na trati (TK 1 a TK 2) je pravostranný a slouží především osobní dopravě. Na levé (severní) straně se odpojovala původně Tišnovská dráha (severovýchodně od křížení se Špitálkami), na pravé, jihovýchodní straně se na levém břehu Svitavy odpojuje jednokolejná trať posvitavských vleček, které jsou stále v provozu. Traťové těleso bezmála v celém průběhu provází symetrická oboustranná ochranná pásma se stavební uzávěrou. V blízkosti trati nebyly postaveny a nestojí žádné stálé pozemní stavby.
Pás provázející trať byl v průběhu dosavadního provozu obsazen převážně průmyslovými podniky. Jen ve třech místech se trati přiblížily bloky obytných domů. Je to blok Podnásepní a střední čelo severní části ulice Vlhké. Obytné domy jsou od drážního tělesa vzdáleny a fronta v ulici Krokově.

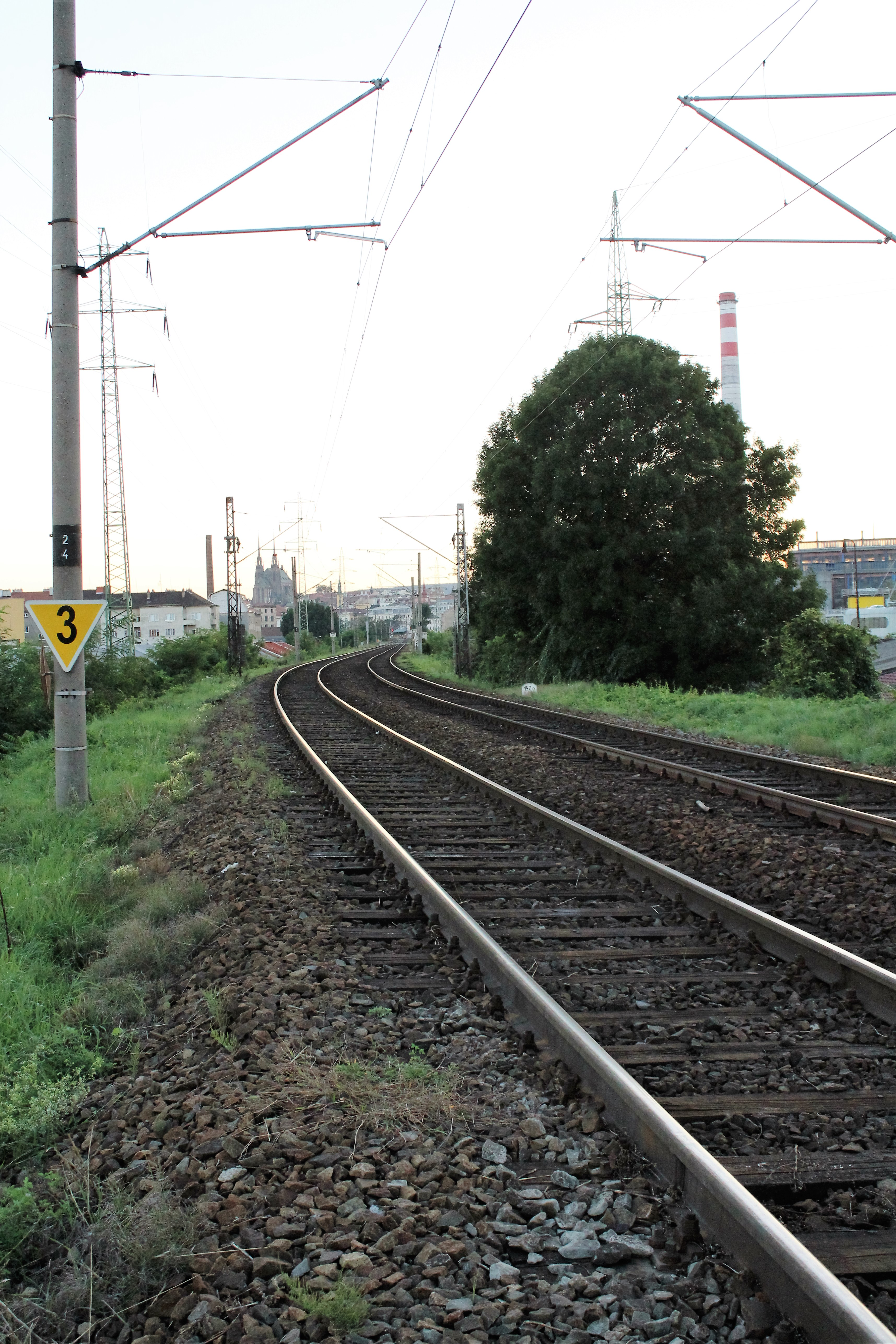
Trať nádraží Židenice – Brno hlavní nádraží, pohled do centra města
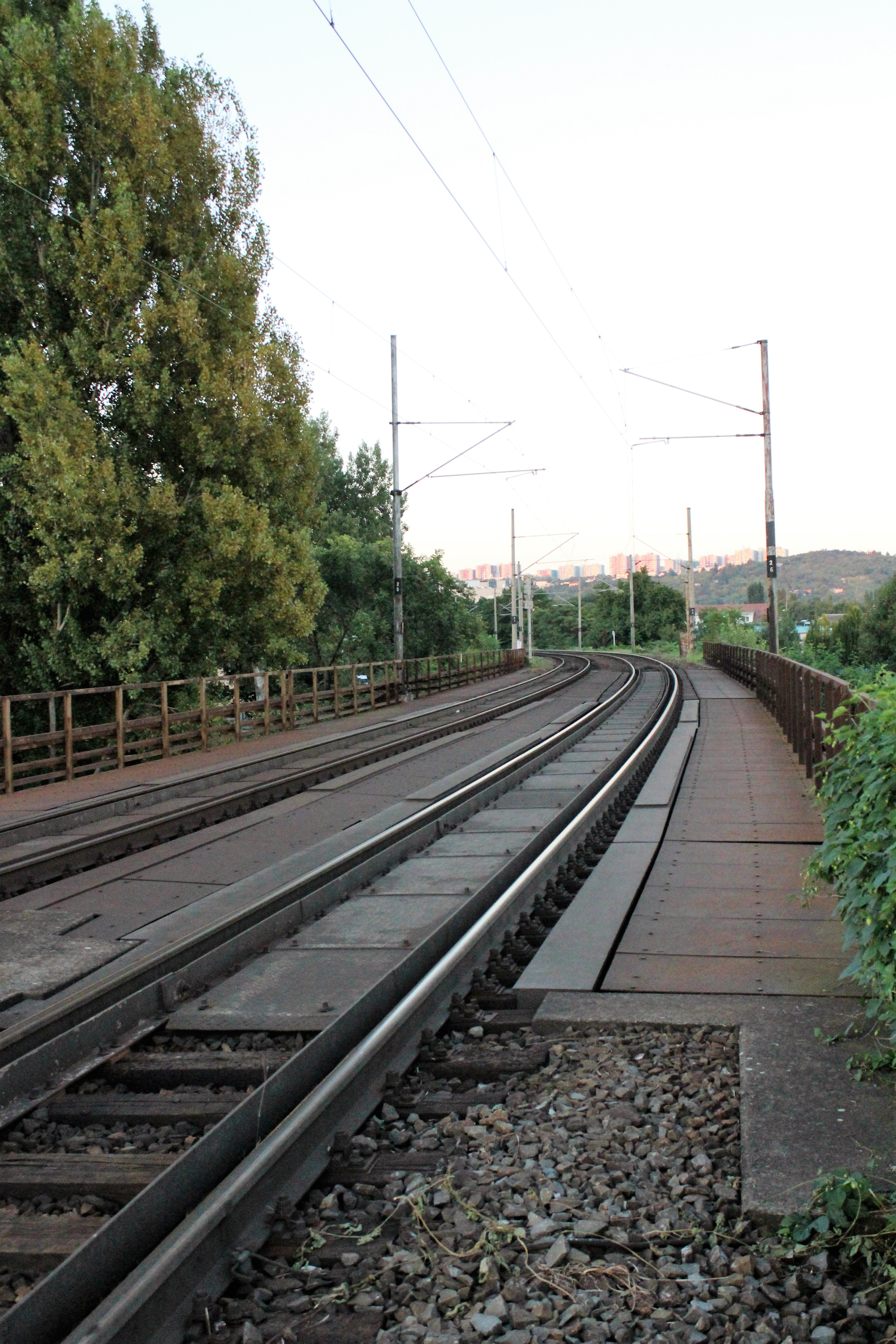
Část trati Brno hlavní nádraží – Židenice na mostě přes Svitavu
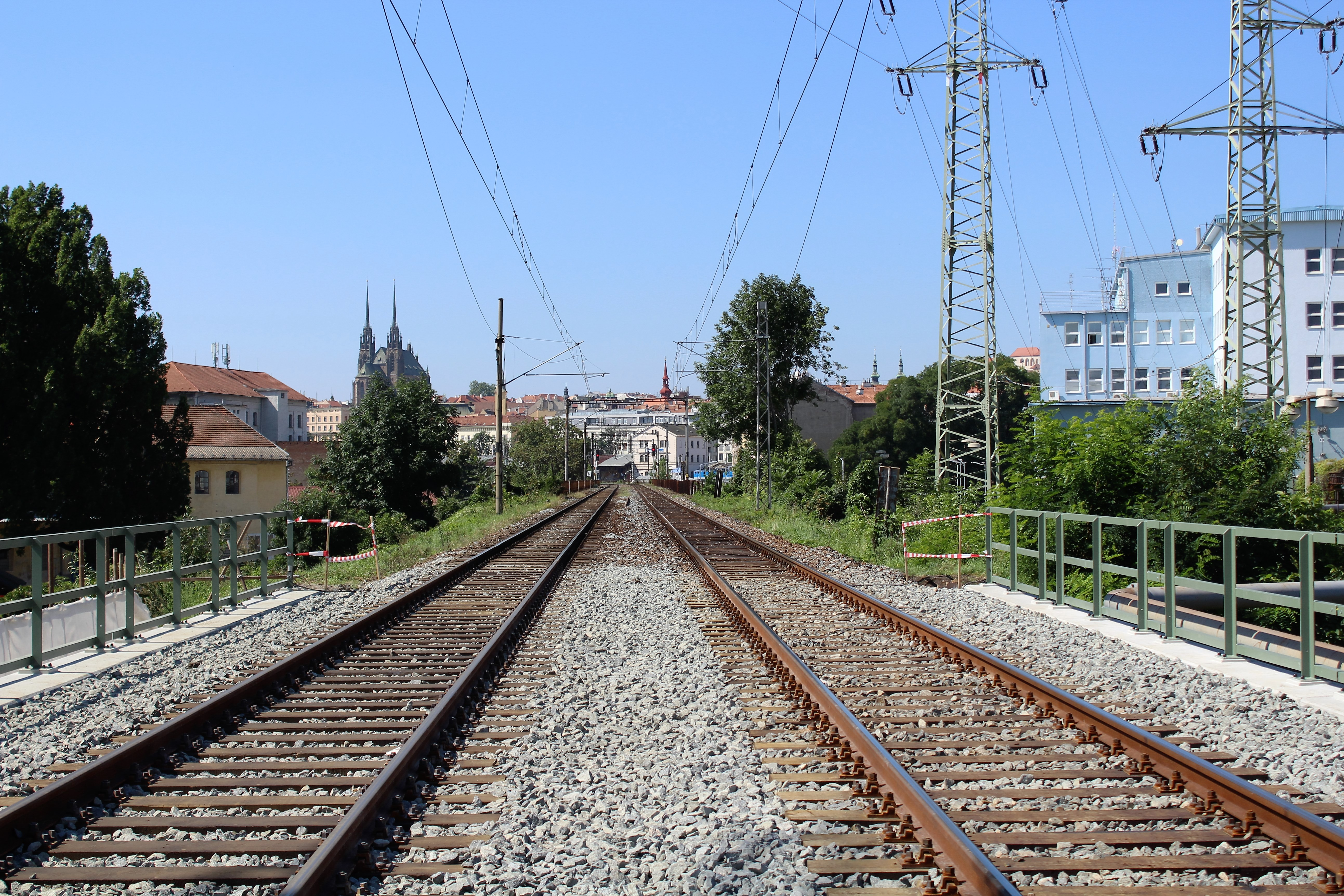
Trať nádraží Židenice – Brno hlavní nádraží, pohled do centra města
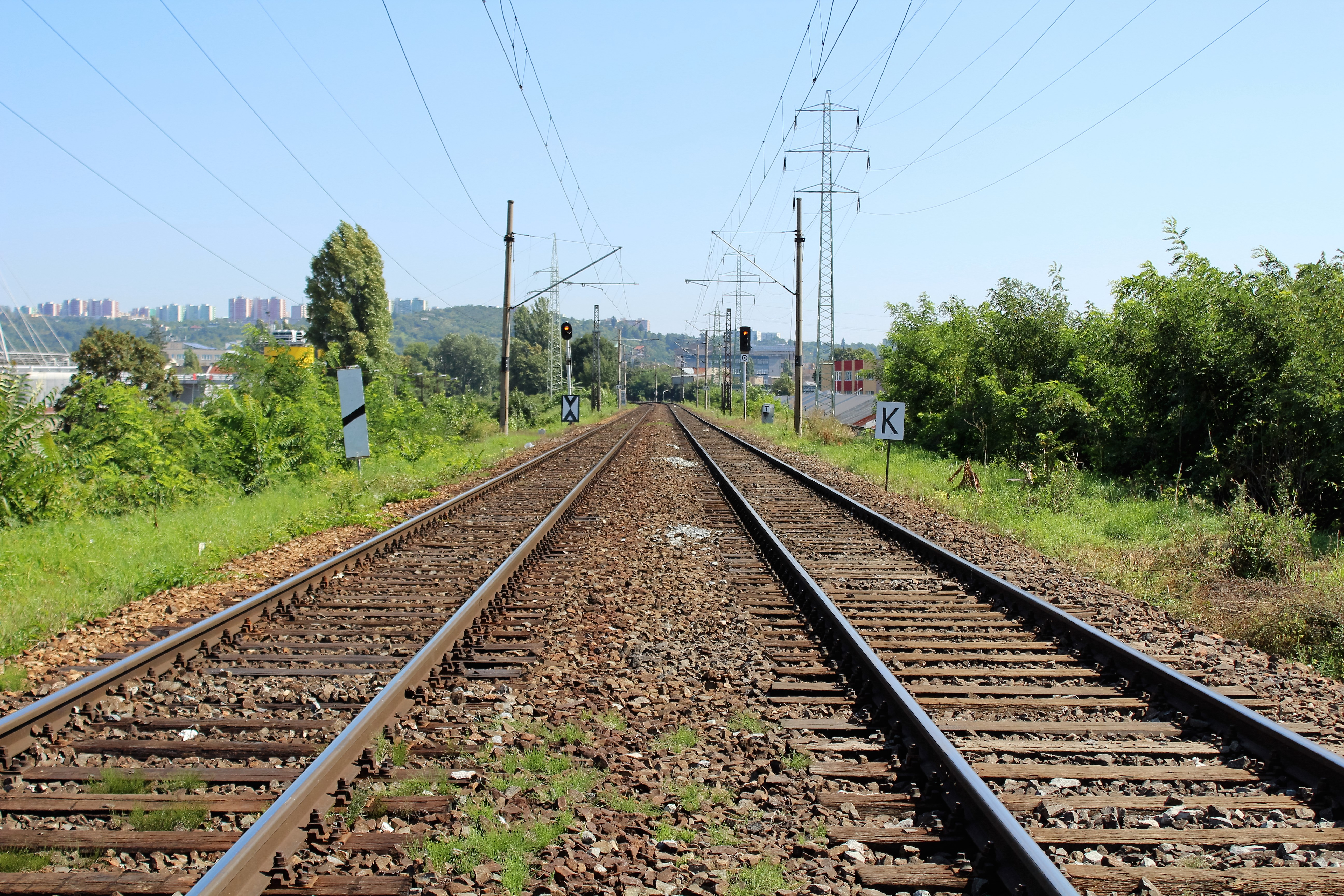
Svršek trati, pohled k Židenicím
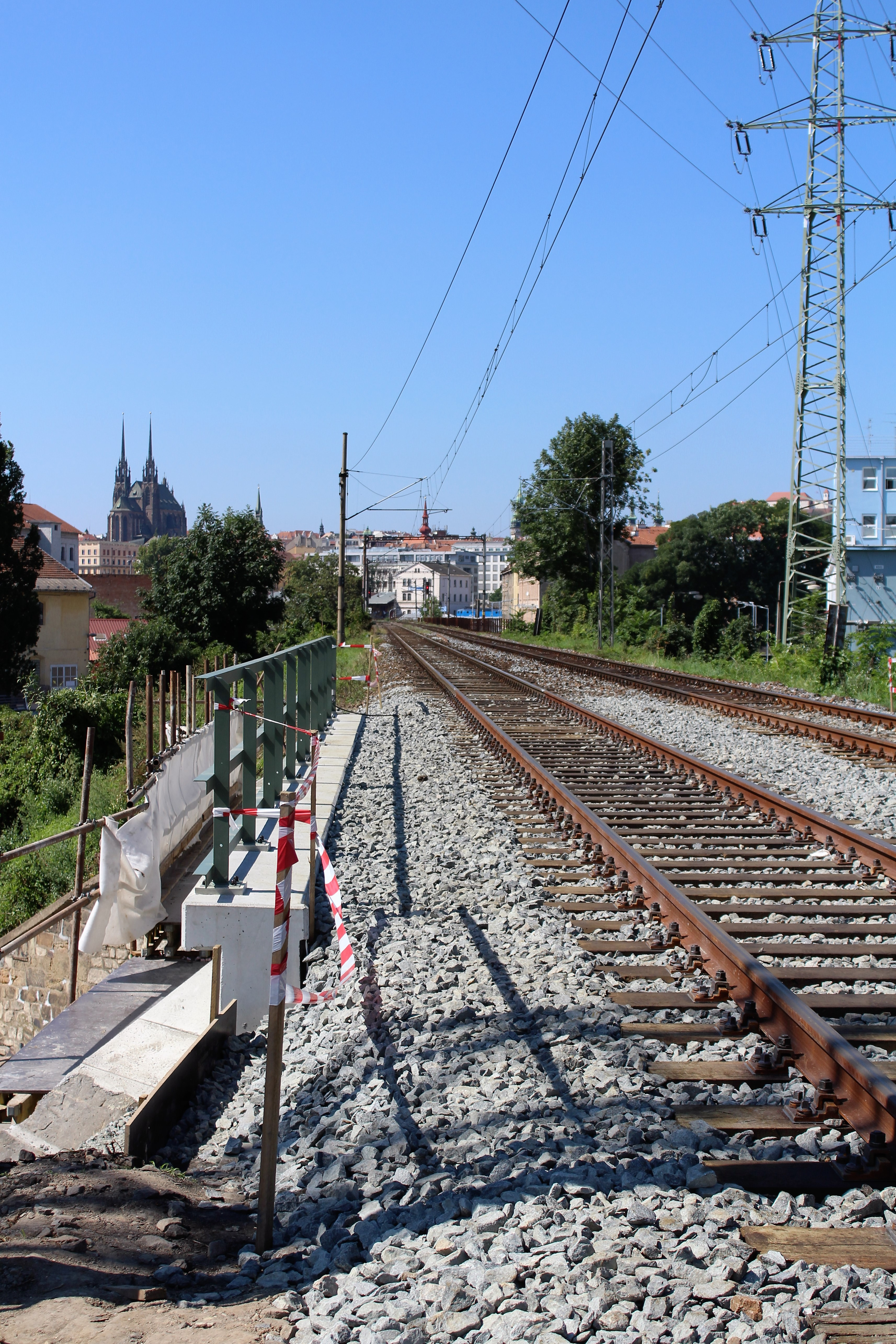
Železniční most přes ulici Špitálky, Brno

## Stanice a zastávky

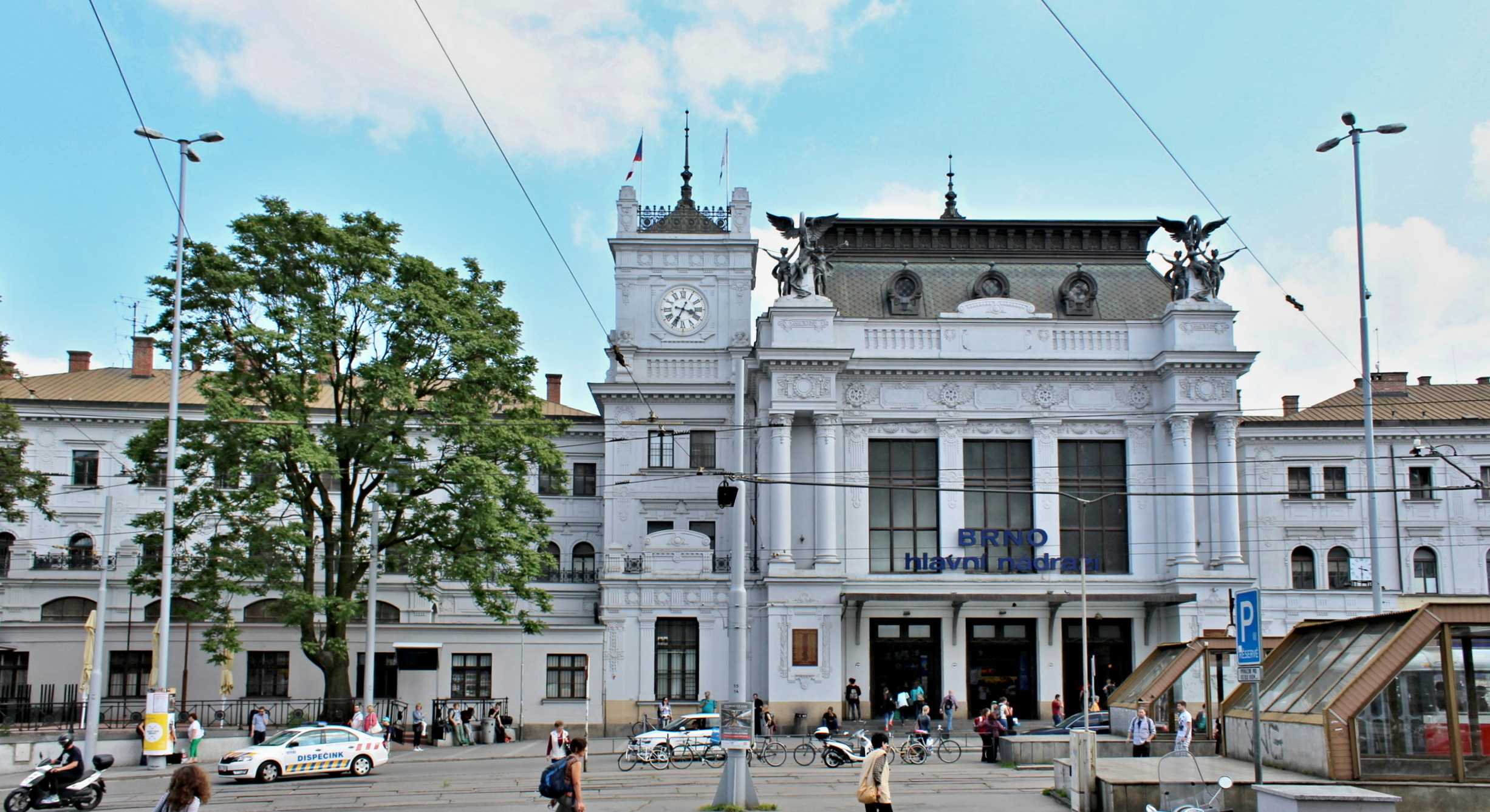
Brno hlavní nádraží
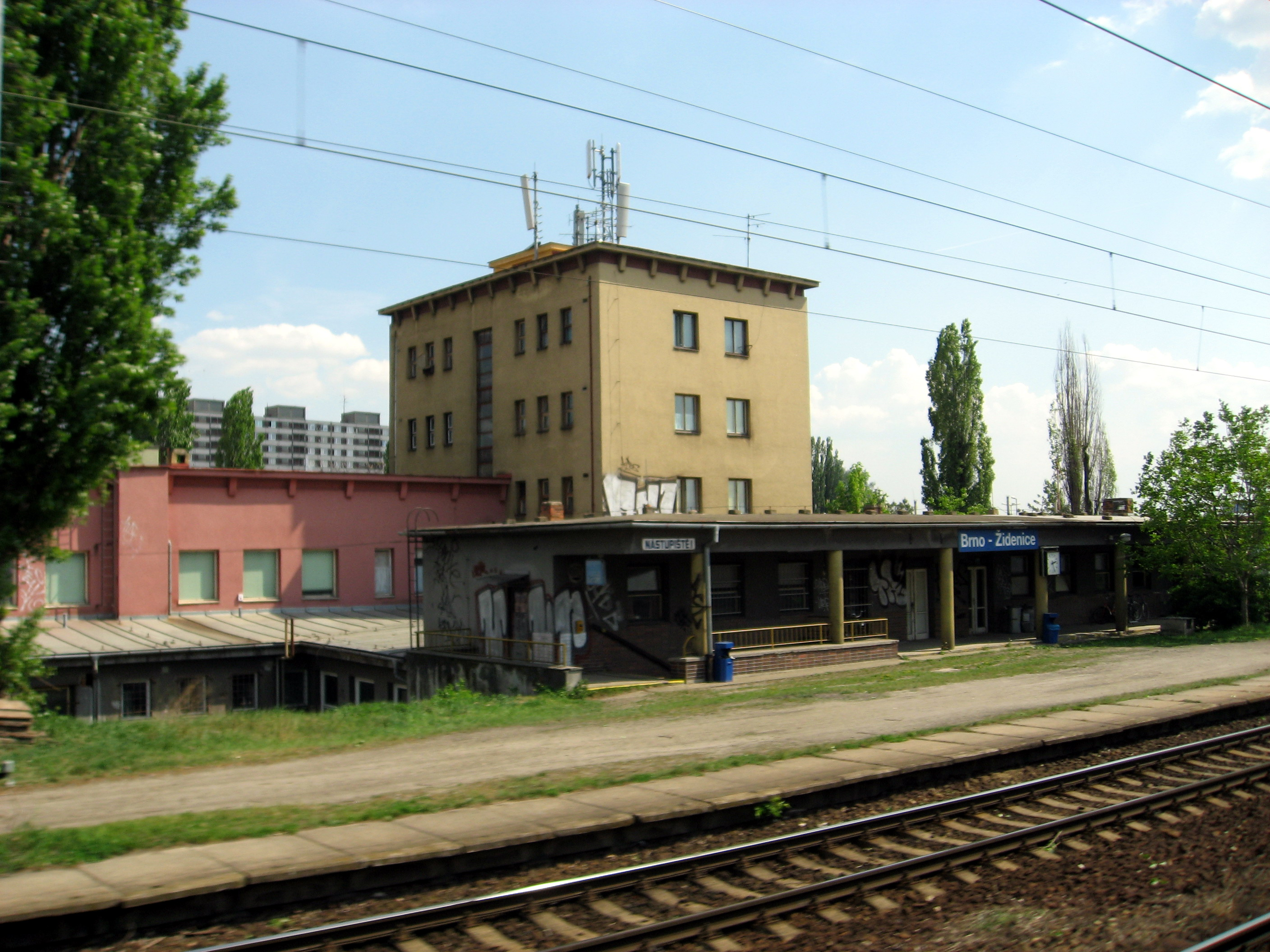
Brno-Židenice
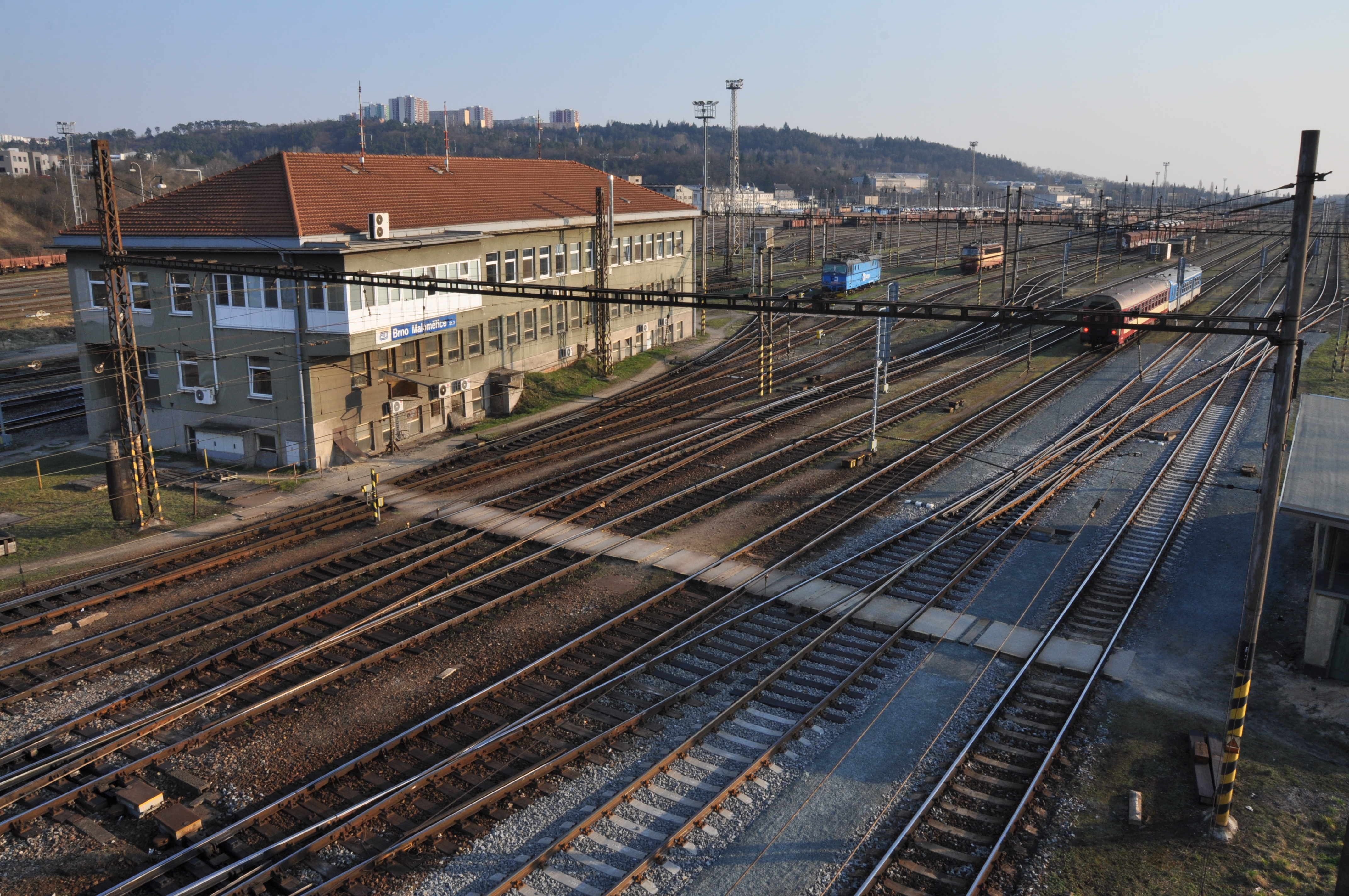
Brno-Maloměřice
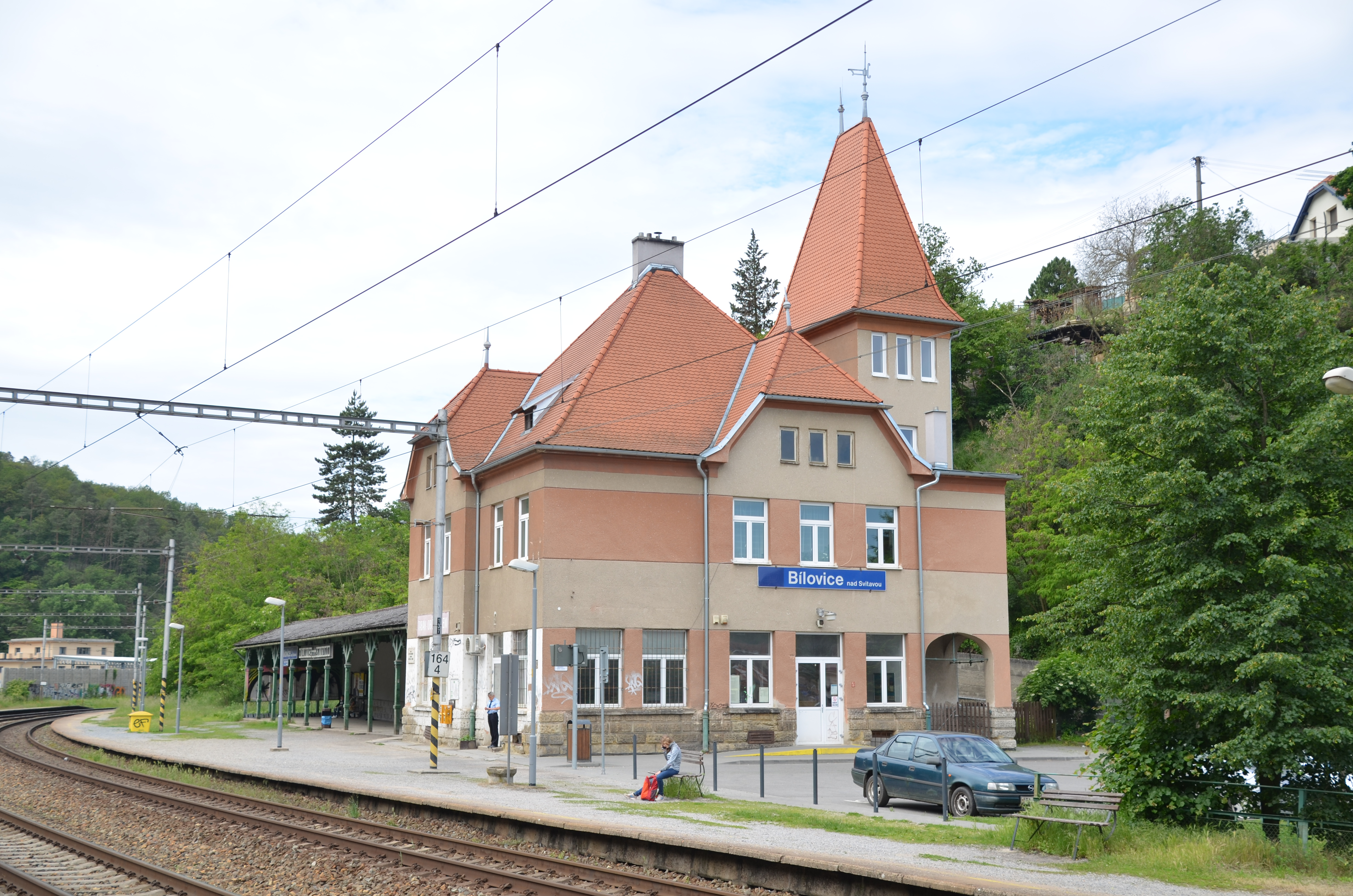
Bílovice nad Svitavou
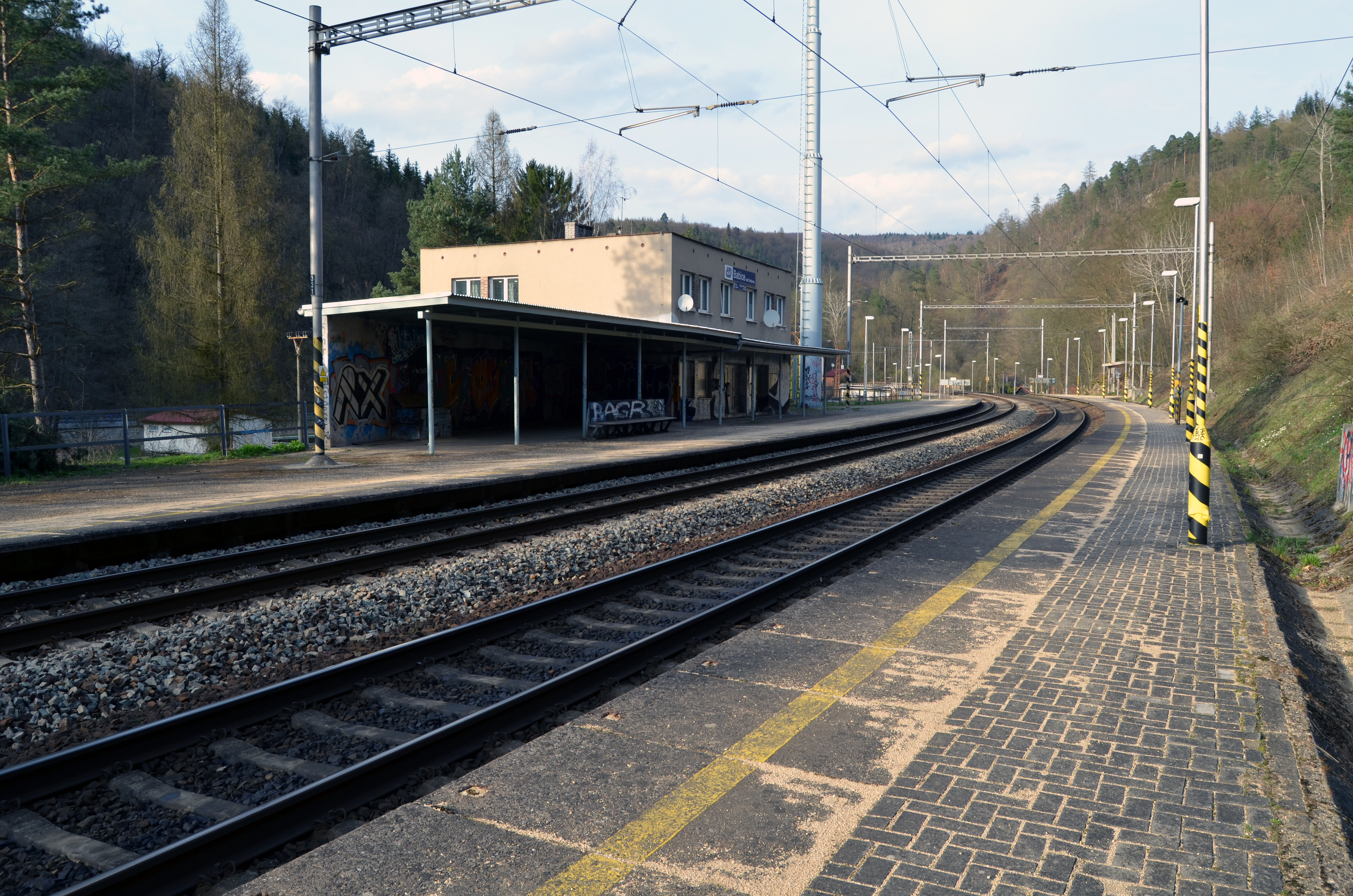
Babice nad Svitavou
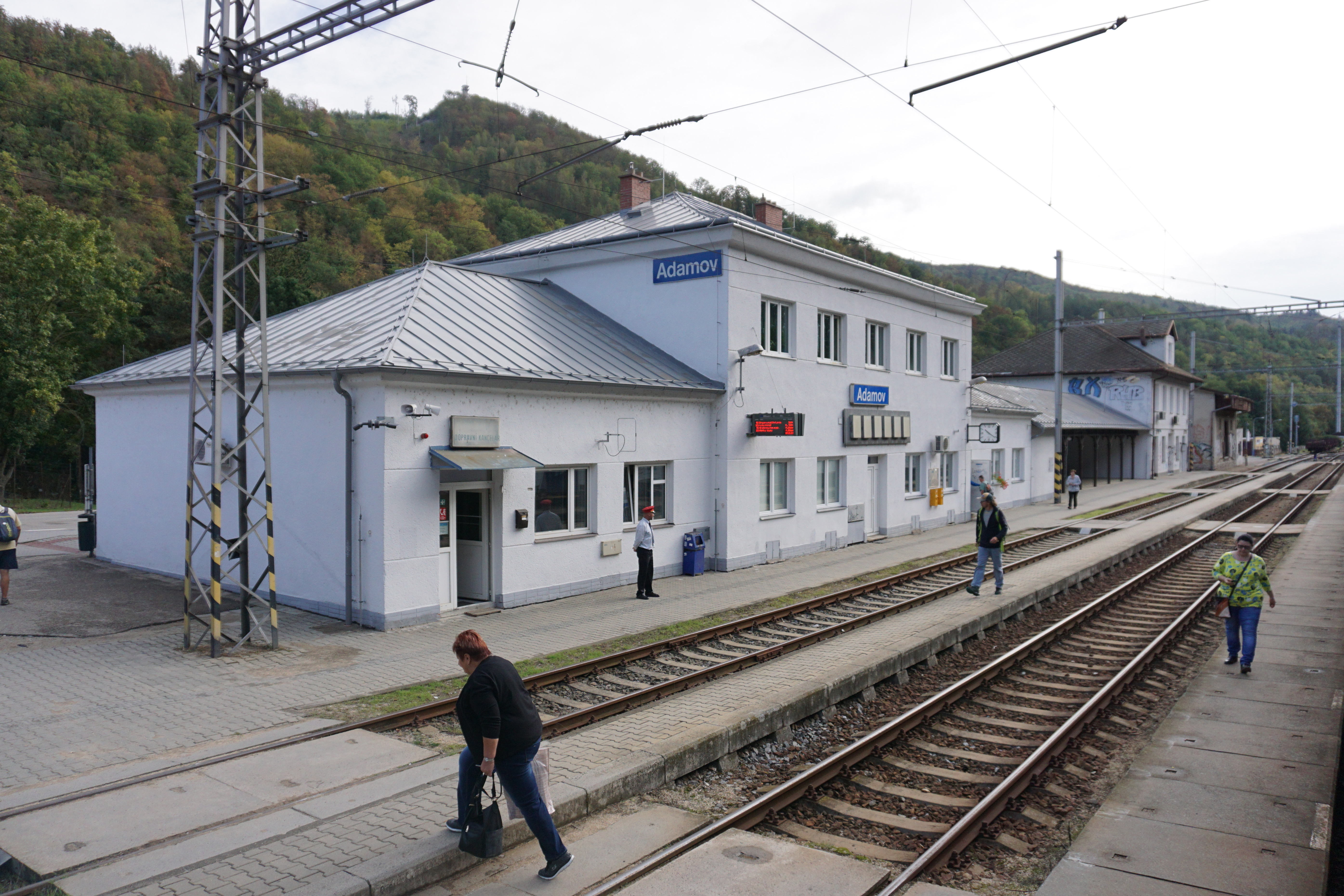
Adamov
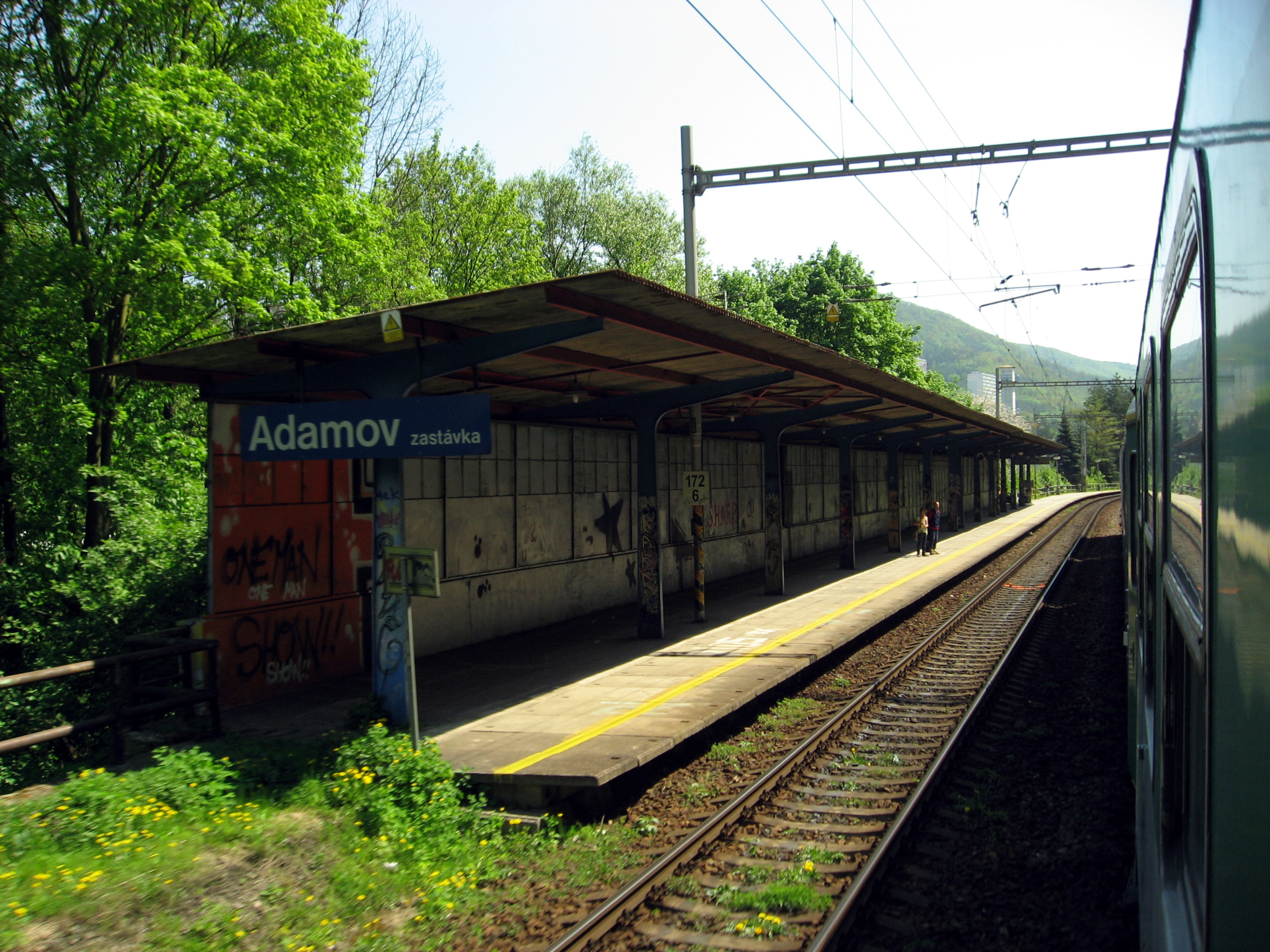
Adamov zastávka
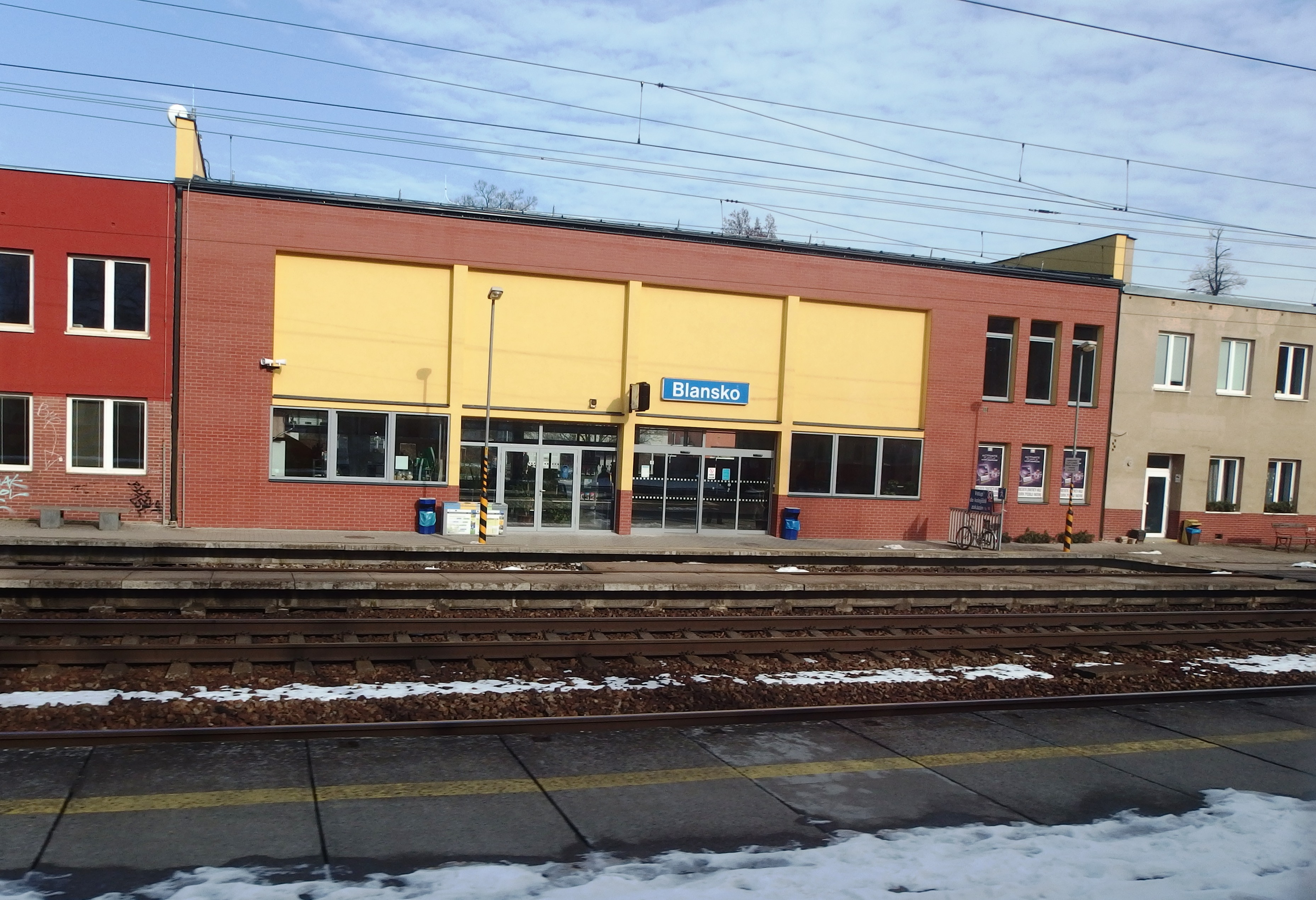
Blansko
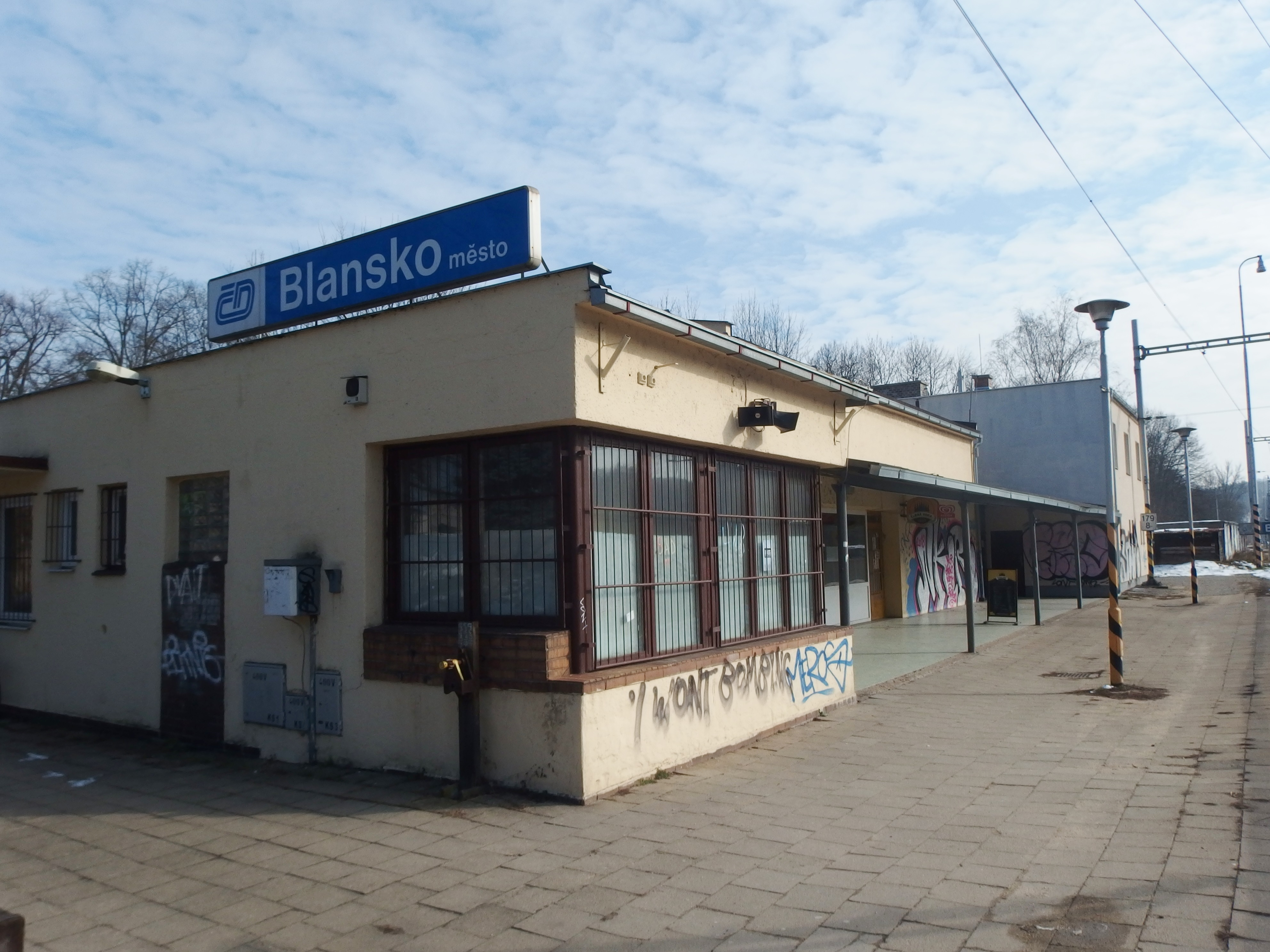
Blansko město
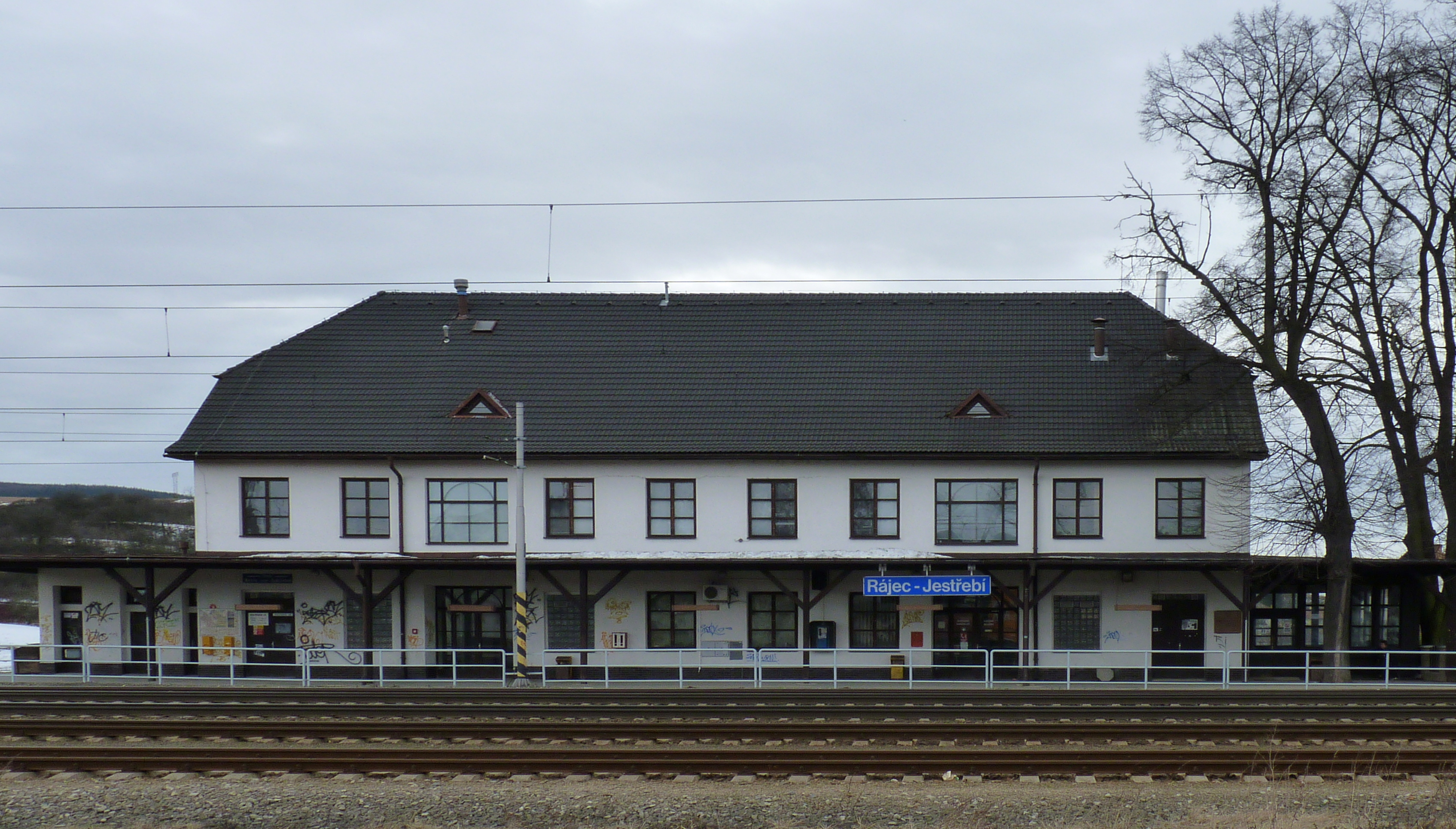
Rájec-Jestřebí
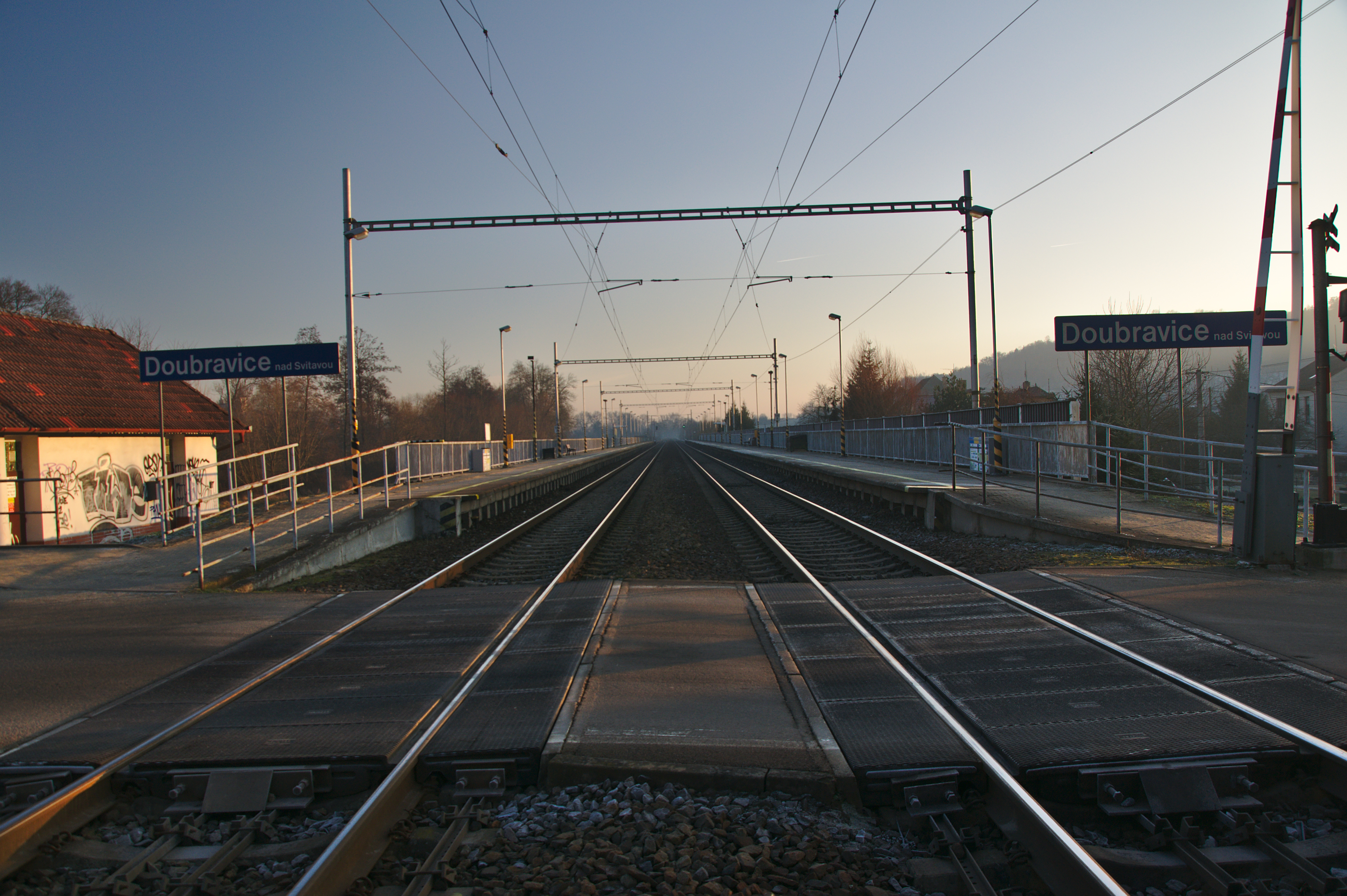
Doubravice nad Svitavou
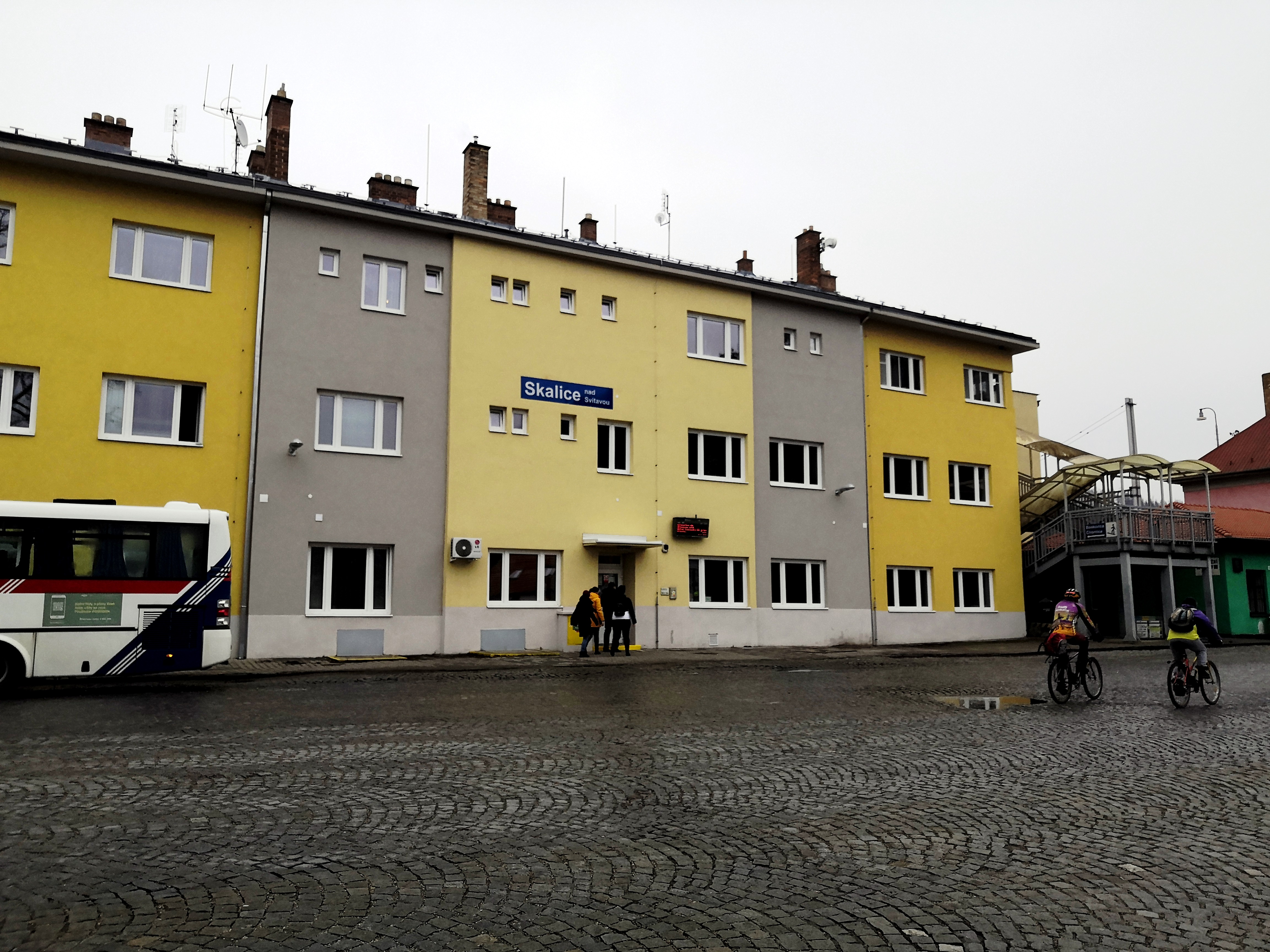
Skalice nad Svitavou
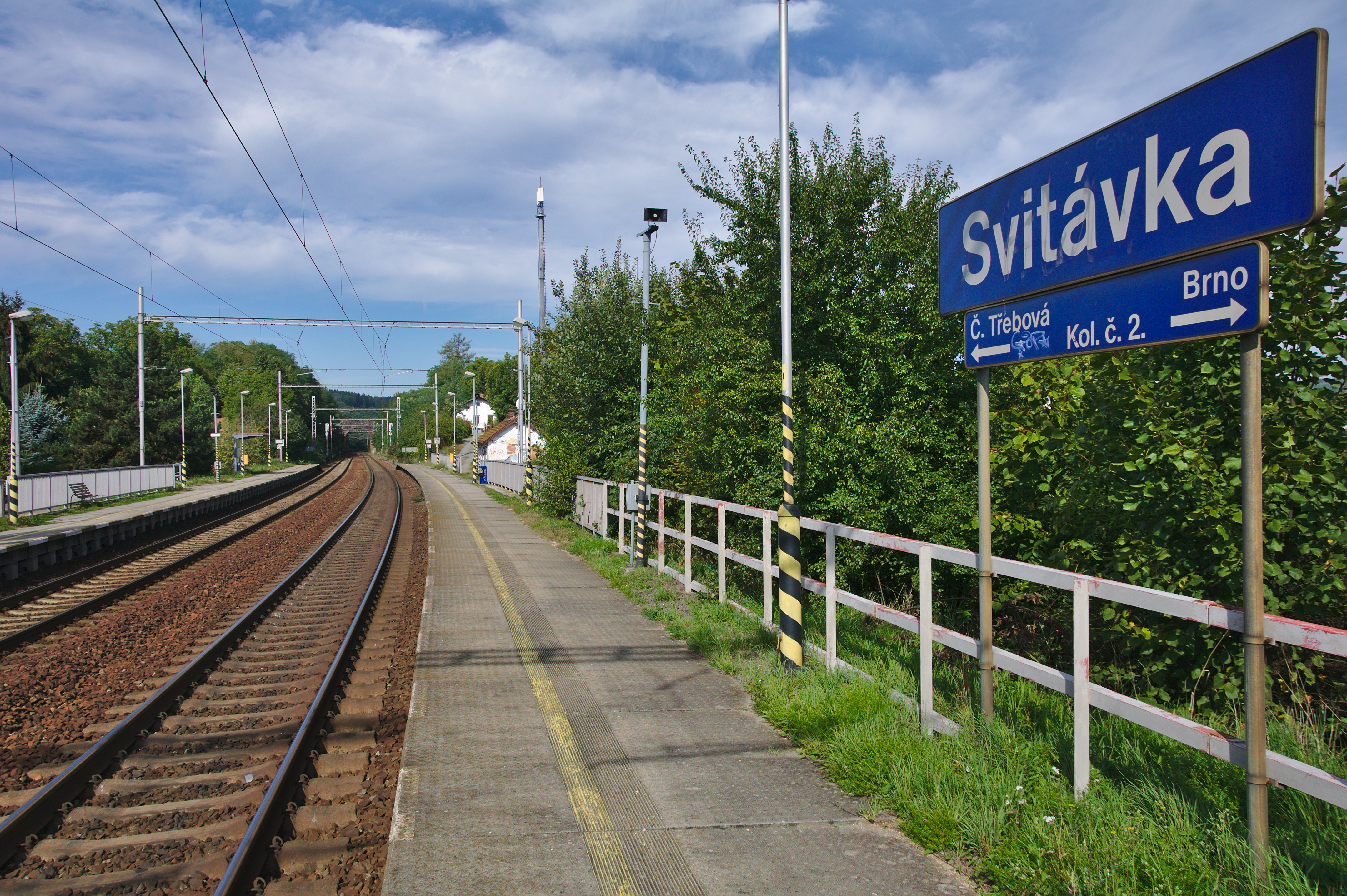
Svitávka
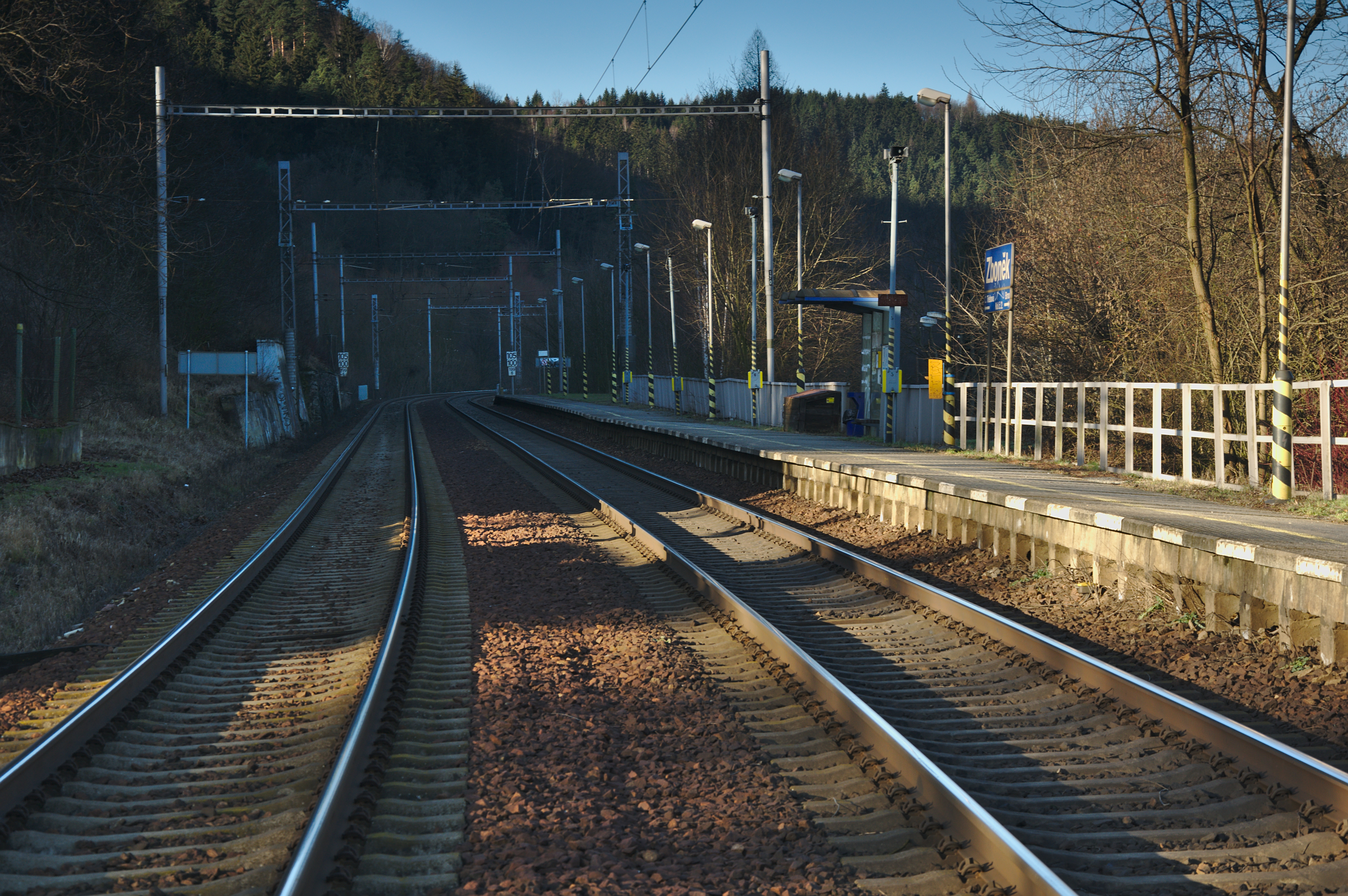
Zboněk
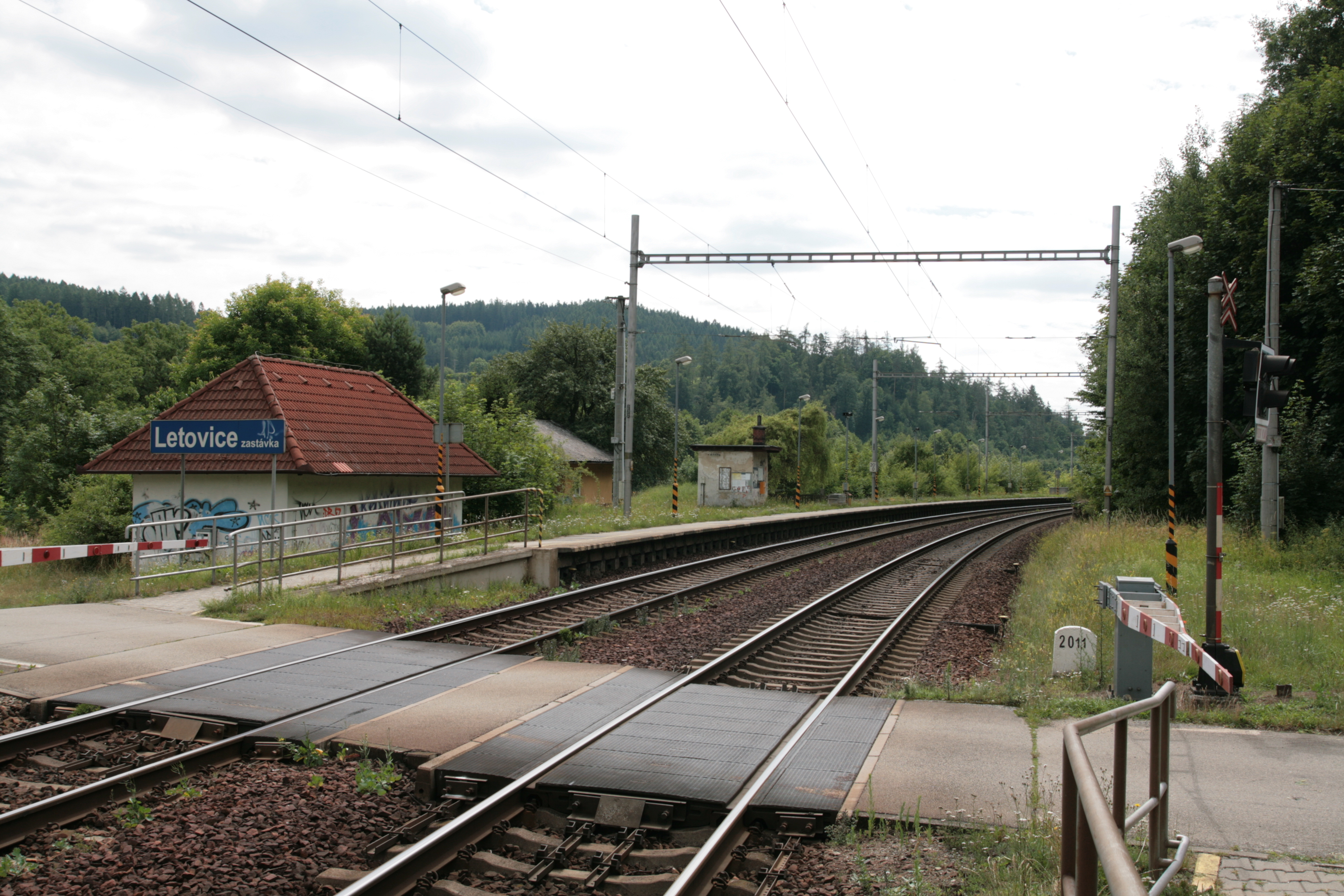
Letovice zastávka
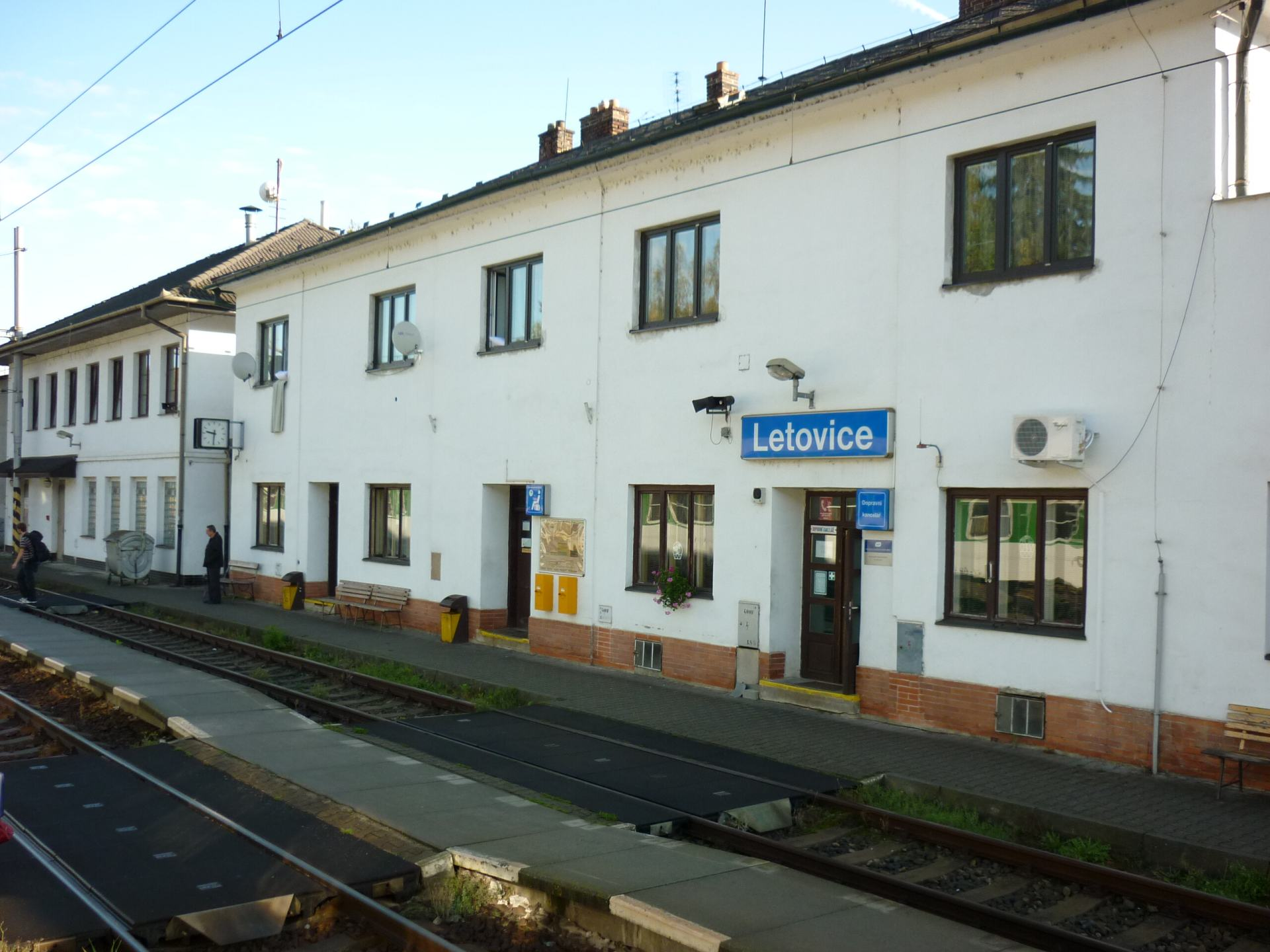
Letovice
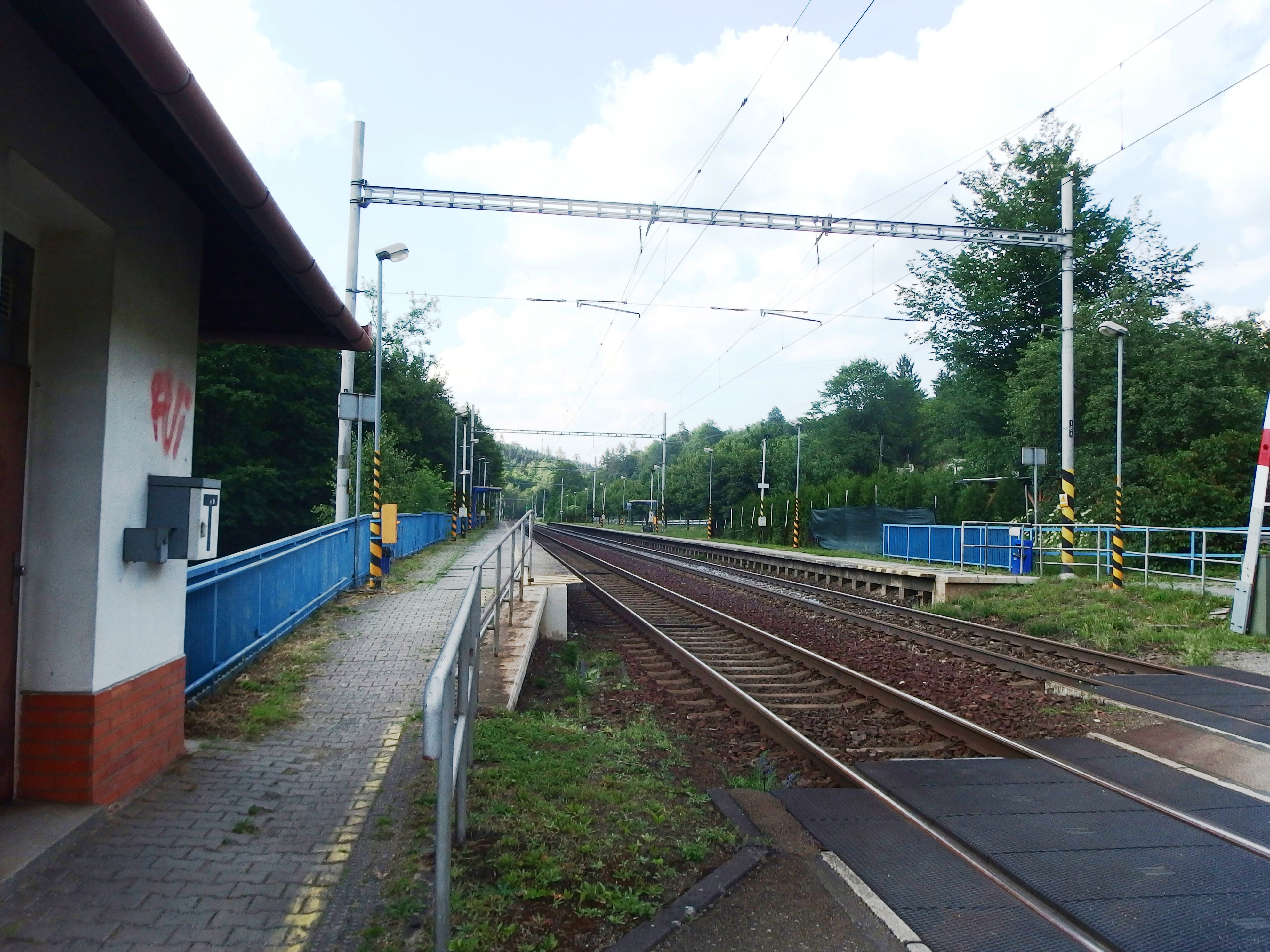
Rozhraní
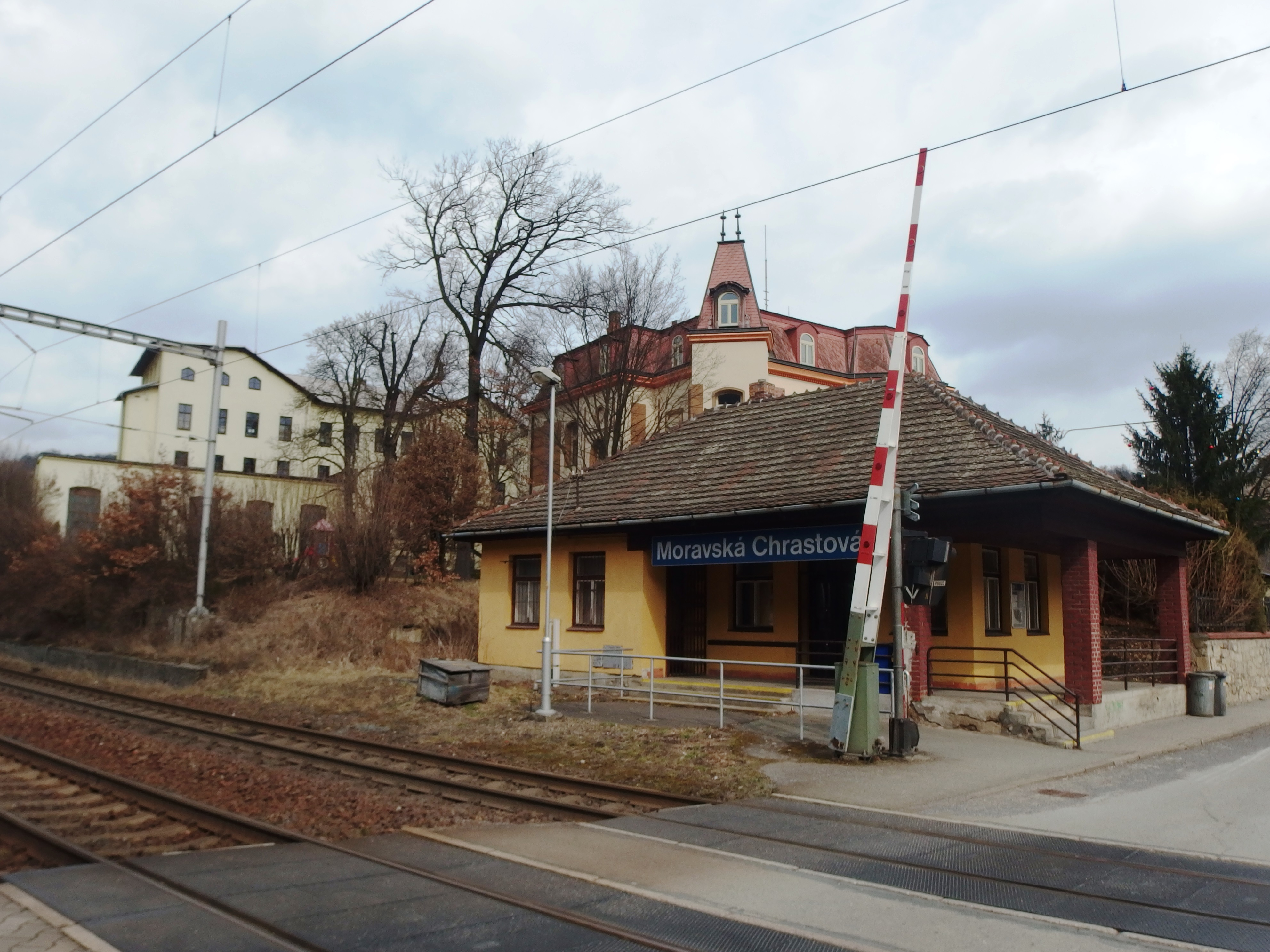
Moravská Chrastová
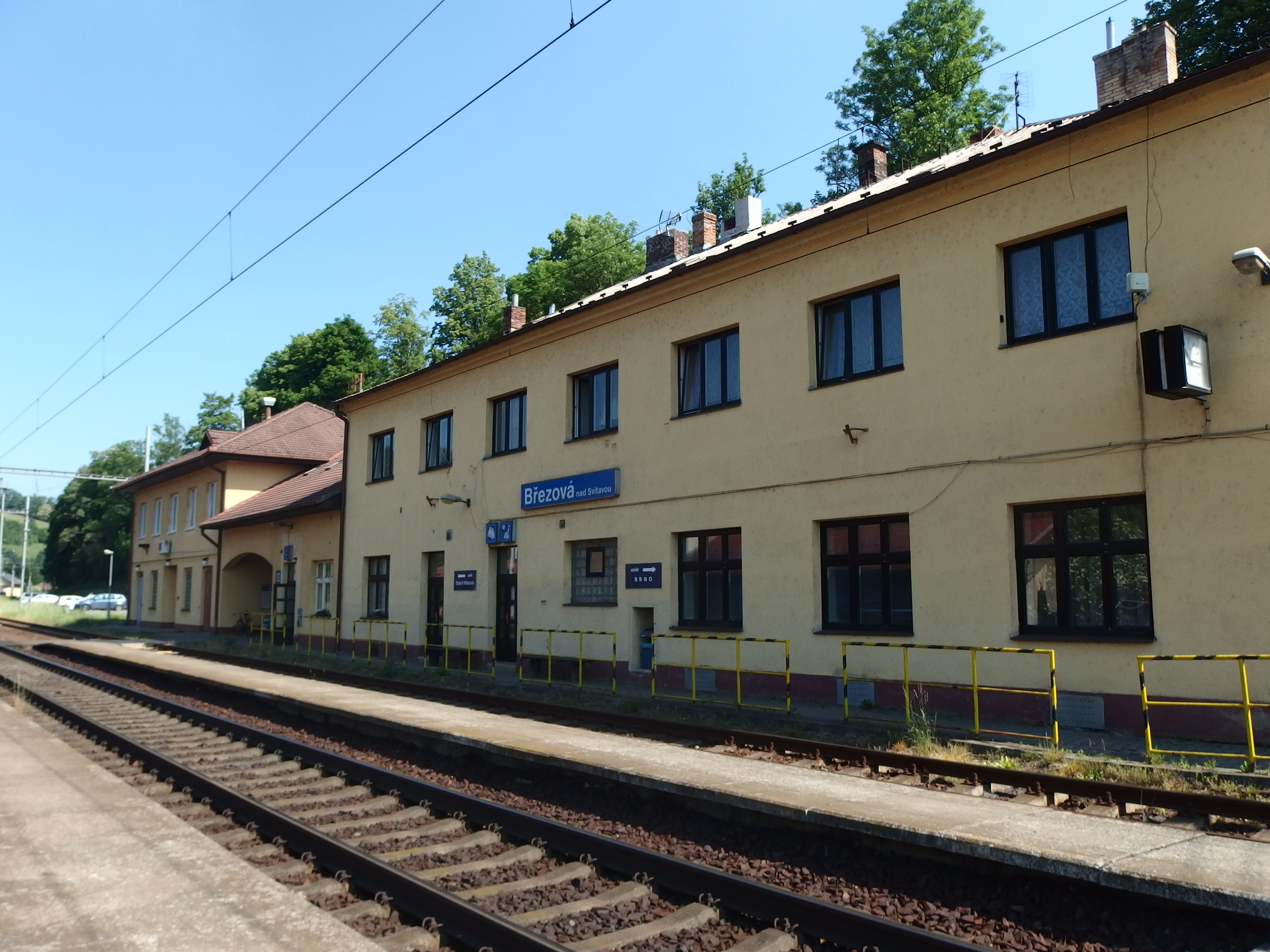
Březová nad Svitavou
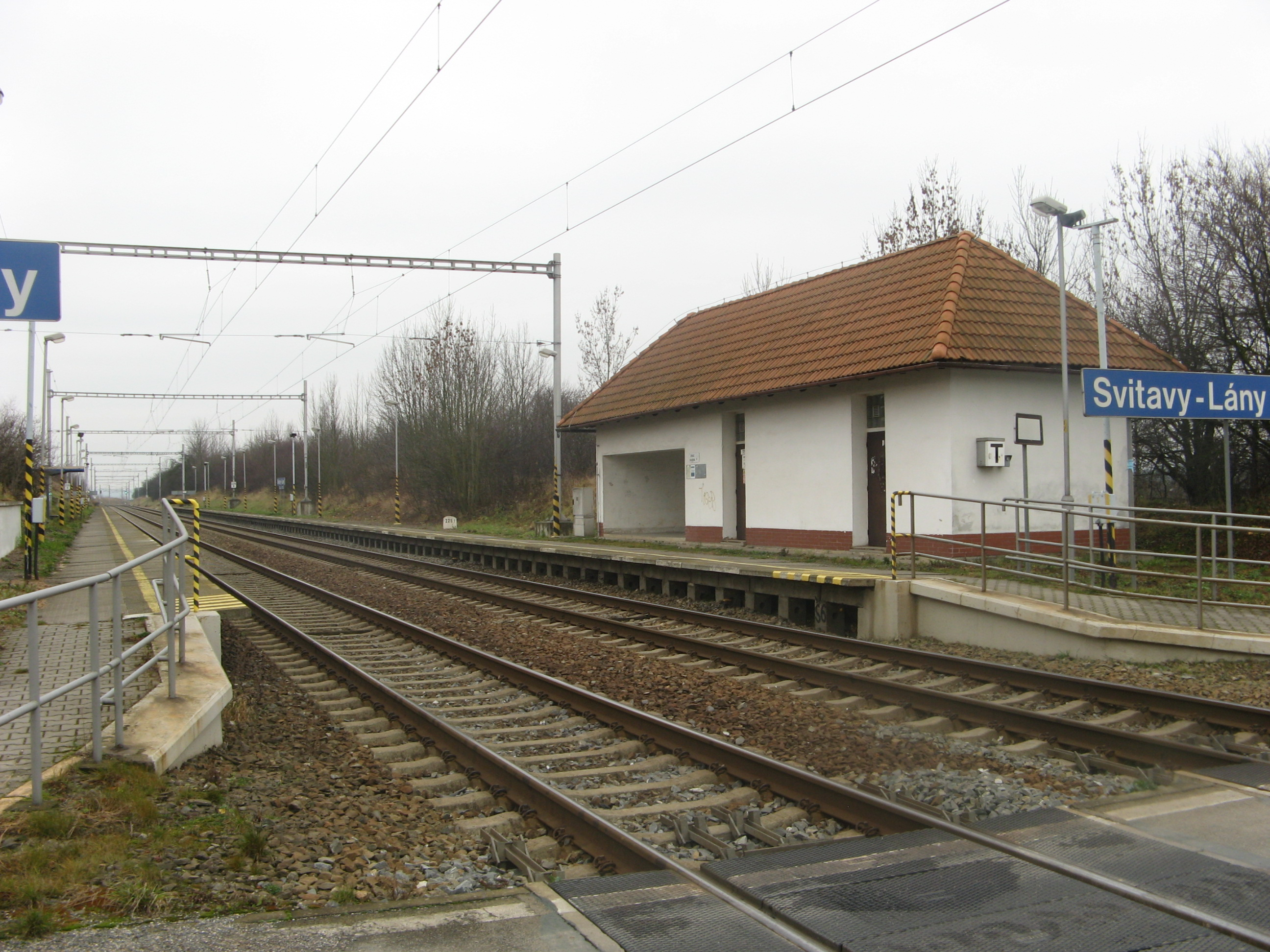
Svitavy-Lány
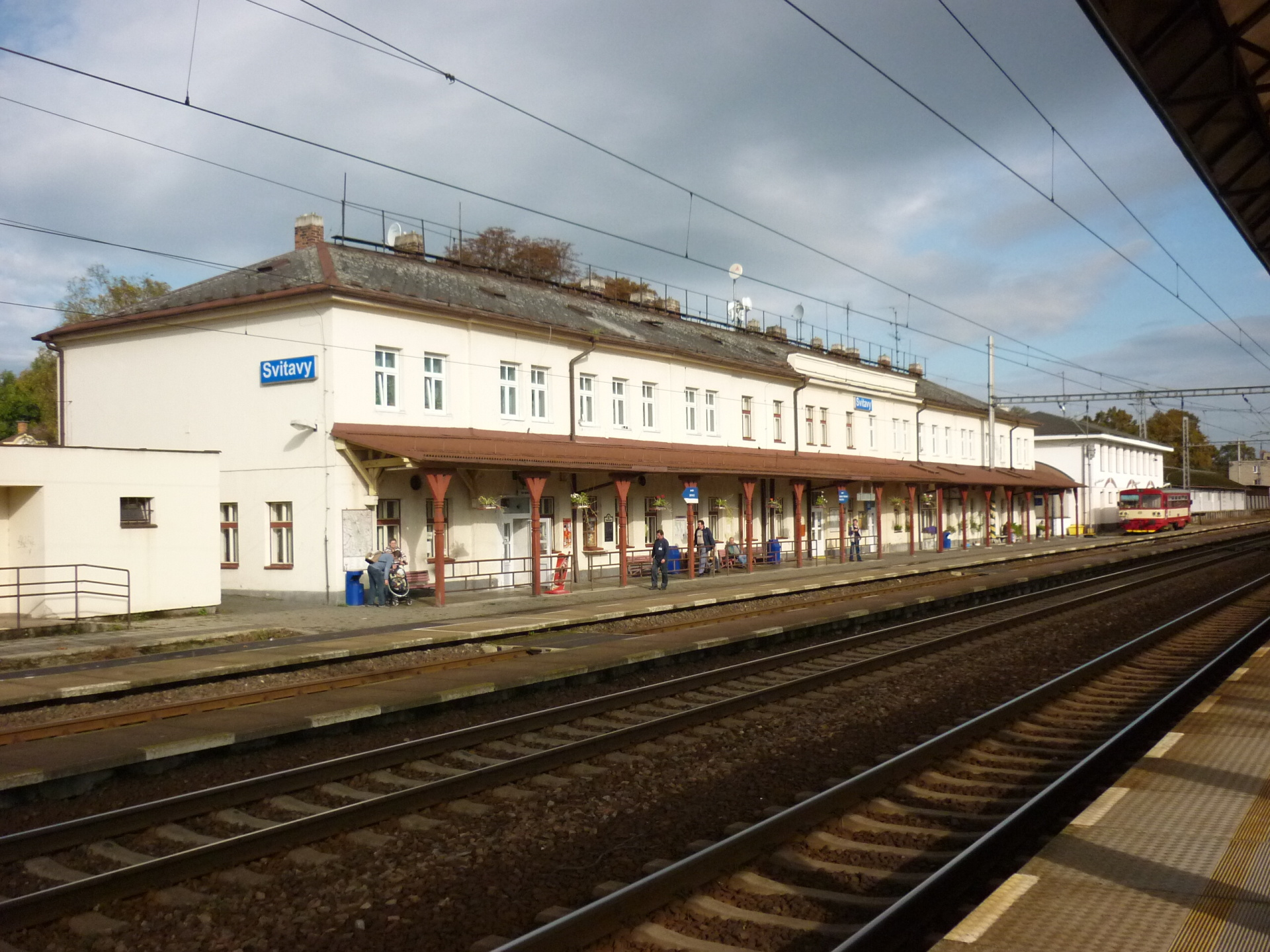
Svitavy
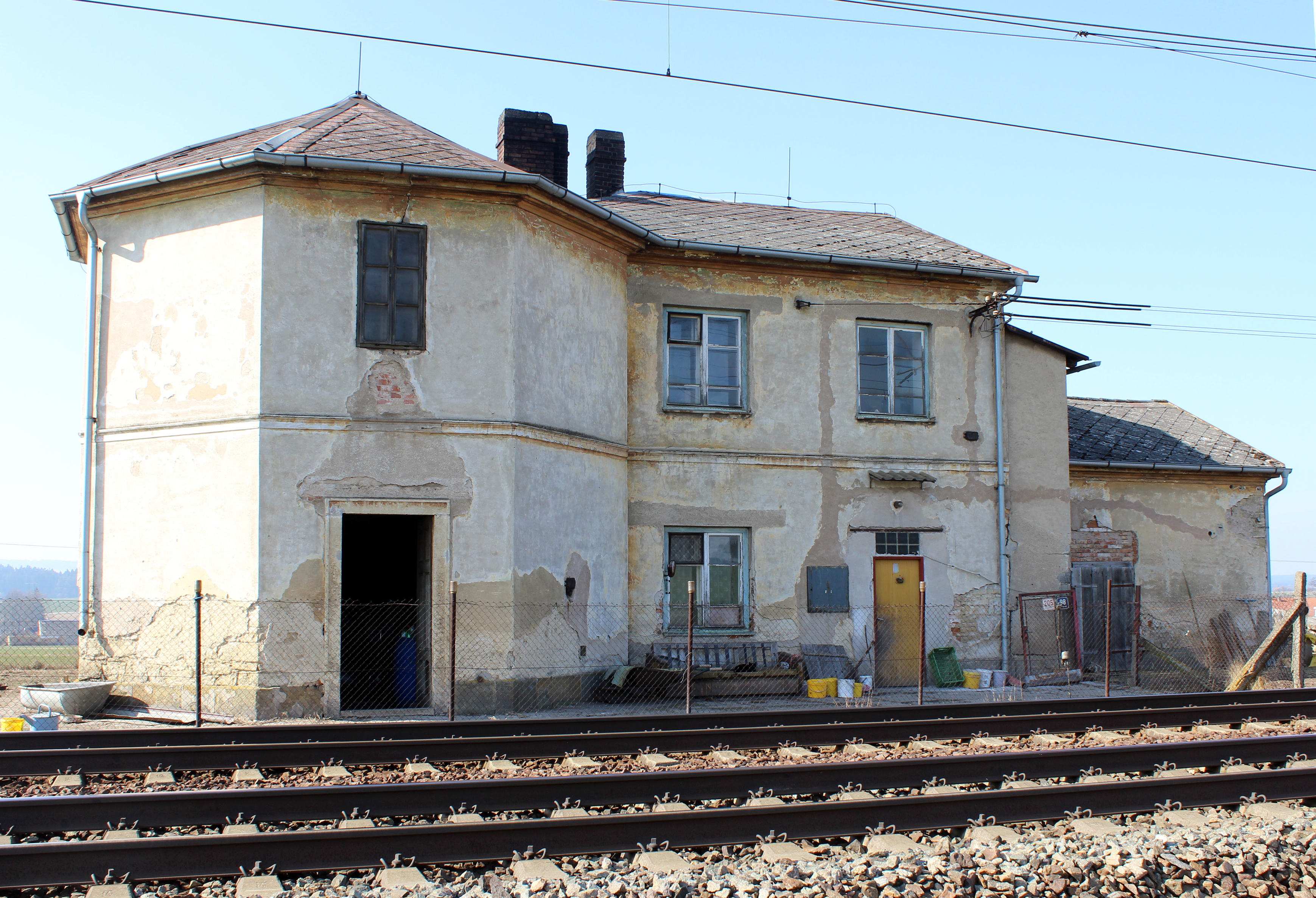
Lotschnau (zruš.; zboř. 2016)
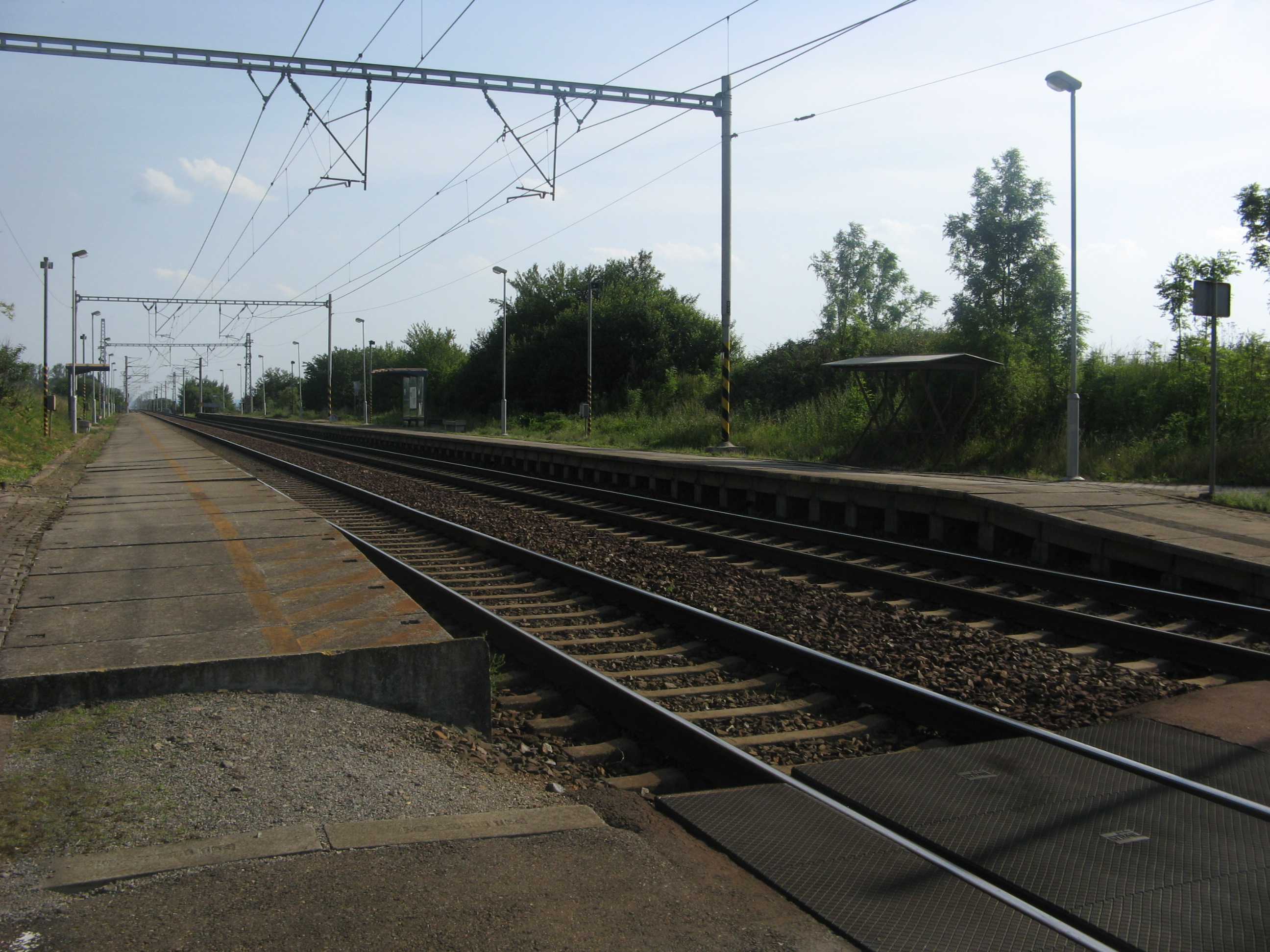
Opatovec
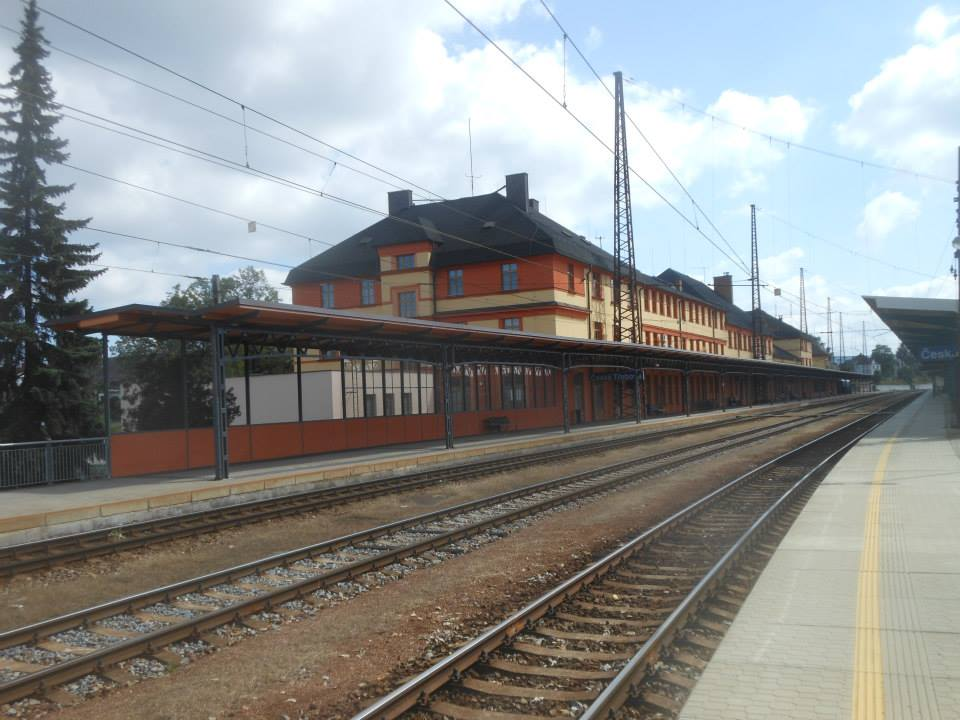
Česká Třebová